# Notre-Dame-de-l'Assomption de Neuchâtel
Pour les articles homonymes, voir Basilique Notre-Dame.
La basilique de Notre-Dame-de-l'Assomption à Neuchâtel, communément appelée église rouge, est un lieu de culte catholique construit entre 1897 et 1906. L’architecture de cet édifice de grandes dimensions ne sacrifie pas à l’unité stylistique prisée au XIXe siècle, mais juxtapose habilement les références néo-médiévales et les solutions constructives résolument contemporaines. L’érection de cette église revêt aussi un aspect symbolique, marquant de façon tangible l’essor et l’acceptation du catholicisme à Neuchâtel à la fin du XIXe siècle.

## Historique

### Renouveau du culte catholique à Neuchâtel
Aboli par la Réforme en 1530, le culte catholique est à nouveau célébré à la Collégiale de Neuchâtel en 1806, une date qui marque le renouveau du catholicisme sur le territoire neuchâtelois. Quelques années plus tard, les catholiques du chef-lieu disposent d’une première chapelle élevée en 1827-28 dans le quartier de la Maladière, à proximité de l’hôpital Pourtalès.
De façon à préserver l’identité religieuse et culturelle de leur communauté, les autorités catholiques se dotent peu à peu d’infrastructures qui permettent aux paroissiens de vivre pleinement leur foi au sein de nombreuses associations, groupements et institutions communautaires. Entre 1850 et 1870, une cure, un hôpital et une école sont par exemple édifiés à l’est de la ville, non loin de leur lieu de culte.
Malgré divers agrandissements et adjonctions, la paroisse catholique est rapidement à l’étroit entre les murs de sa chapelle, une situation qui conduit ses autorités paroissiales à explorer l’éventail des solutions permettant d’accueillir confortablement un maximum de fidèles. À la fin du XIXe siècle, le projet de construction d’une église monumentale constitue un tournant majeur dans l’essor de la communauté catholique : il témoigne de son importance grandissante, de son intégration au sein de la société neuchâteloise à dominante réformée, ainsi que de la tolérance réciproque qui s’est progressivement instaurée.

### Une nouvelle église: vingt ans de maturation du projet
Au cours des années 1870-1880, le développement urbain de Neuchâtel offre aux responsables religieux un contexte favorable à leurs desseins ; la ville connaît en effet une rapide expansion à proximité des institutions catholiques, avec des terrains gagnés sur le lac et la création du nouveau quartier des Beaux-Arts notamment.
S’ensuivent une bonne dizaine d’années de tractations entre la paroisse et les autorités communales à propos du choix de l’emplacement et de son prix. Les parties finissent par s’accorder le 22 mars 1897 sur la cession gratuite d’un terrain au bord du lac, sous réserve de l’approbation des plans et des devis de la future construction par le Conseil communal. Si l’endroit paraît excentré aux yeux de certains, le terrain retenu se trouve à proximité des infrastructures catholiques préexistantes, bénéficie d’une bonne desserte de tramways, repose partiellement sur un sous-sol de rocher et offre à la future église une belle visibilité depuis le lac.
Un devis est présenté aux autorités communales le 8 novembre 1897 et l’acte de donation du terrain est signé en 1900 avec la Société libre des catholiques romains de Neuchâtel qui représente la paroisse, cette dernière ne jouissant pas d’une personnalité civile.
Sans surprise, le financement d’un projet aussi conséquent s’avère difficile. Les tentatives de levée de fonds plus ou moins adroites se succèdent dès 1888, sans parvenir à réunir les montants suffisants à une entreprise de cette envergure. Un prêt de la Banque cantonale neuchâteloise et quelques dons substantiels permettront d’entreprendre la construction,.

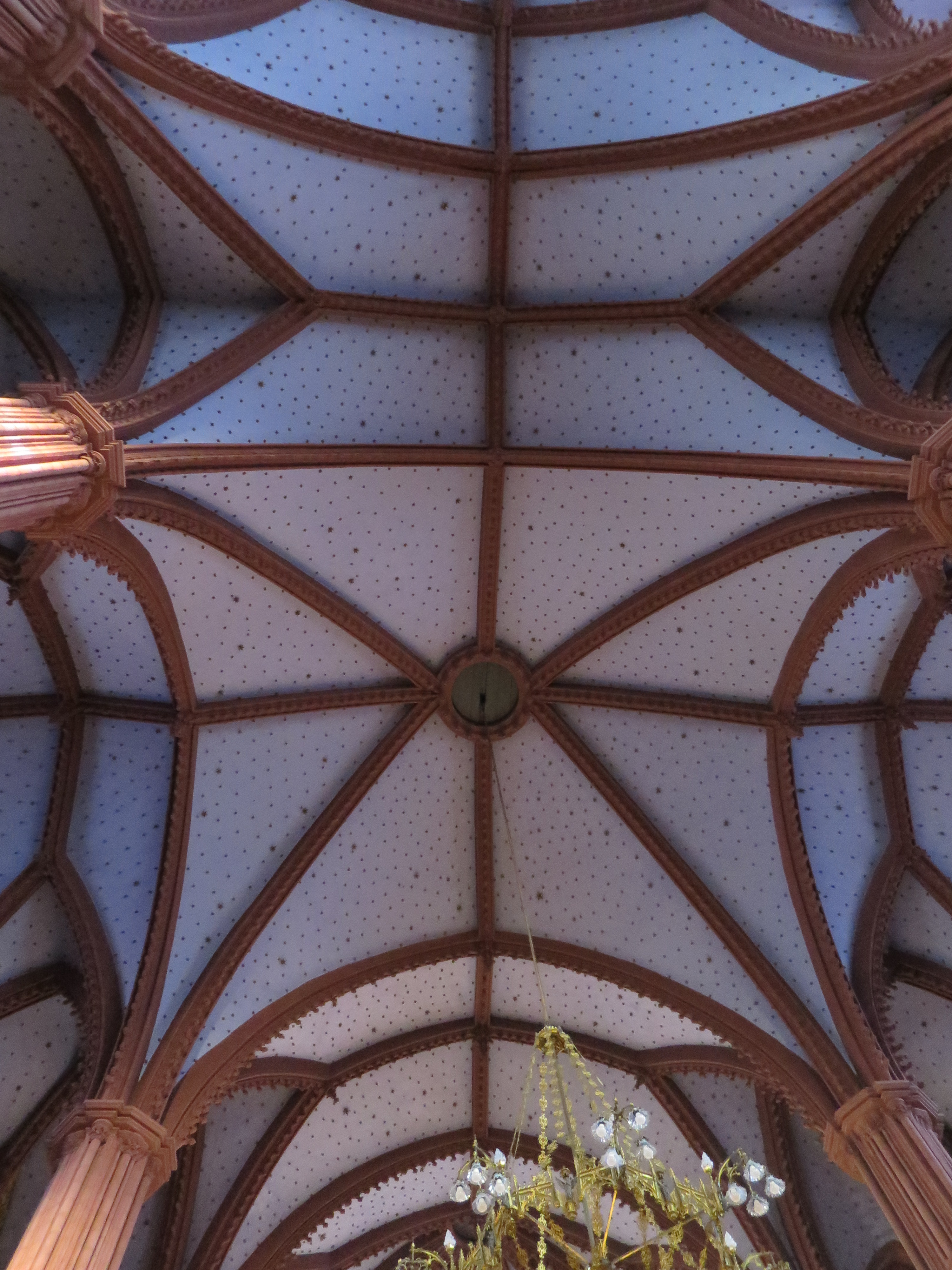
Les voûtes, constellées de milliers d'étoiles en ciment doré

### Chantier (1897-1906)
Trois architectes sont approchés pour ébaucher des projets : von Tuggin à Mulhouse, Léo Châtelain et Guillaume Ritter, tous deux à Neuchâtel. Les deux premiers proposent un système traditionnel de construction en pierre, alors que le troisième se distingue de ses concurrents par son recours à de la pierre artificielle en ciment, une solution novatrice et financièrement avantageuse.
Sous l’impulsion du curé Joseph Berset, la paroisse fait appel à l’ingénieur et architecte Guillaume Ritter, un homme qu’elle connaît bien, puisqu’il est membre de la communauté catholique et qu’il s’est déjà chargé du complexe de l’hôpital. En 1896, Guillaume Ritter se lance à corps perdu dans ce nouveau projet et soumet rapidement les esquisses d’une église néo-médiévale aux dimensions monumentales. Durant tout le chantier, il peinera toutefois à se conformer aux obligations administratives inhérentes à la construction d’un tel bâtiment : les autorités paroissiales et communales ne parviendront par exemple jamais à disposer de l’ensemble des plans et encore moins à les sanctionner.
Les premiers terrassements et travaux de fondation débutent en 1897, avant d’être interrompus pour mettre l’espace à la disposition des festivités du Cinquantenaire de la République et du Tir fédéral qui se déroulent à Neuchâtel en 1898. Les responsables en profitent pour résoudre les nombreuses difficultés administratives et financières qui se posent à eux. Le chantier reprend en 1899 et la « pierre angulaire » est bénie le 25 juin 1900 par l’évêque du diocèse, Monseigneur Joseph Déruaz. En 1904, le gros-œuvre arrive à son terme, à l’exception de la tour arrêtée à la hauteur du faîte de la nef, avant d’être finalement achevée, mais pas équipée, dans un ultime effort financier. L’église est solennellement inaugurée le 25 mars 1906 par Monseigneur Esseiva, mais il faudra toutefois attendre les années 1911-1912 pour voir la tour dotée d’une horloge monumentale et l’extérieur de l’édifice entièrement peint.
Au moment de l’inauguration en 1906, l’aménagement intérieur n’est que partiellement terminé. Seuls les autels latéraux, la chaire et les vitraux sont en place ; l’ancien maître-autel de la chapelle de la Maladière est installé à titre provisoire dans le chœur. Décors et éléments de mobilier vont compléter l’ensemble au fil des années et des possibilités financières de la paroisse. Le chemin de croix date de 1908, les brocards peints de 1922, l’agrandissement de la tribune occidentale et l’installation de l’orgue de 1929 et les cloches de 1933-34. L’installation d’un nouveau maître-autel et la consécration de l’église par Monseigneur Marius Besson marqueront l’achèvement des travaux en 1937,.

## Description

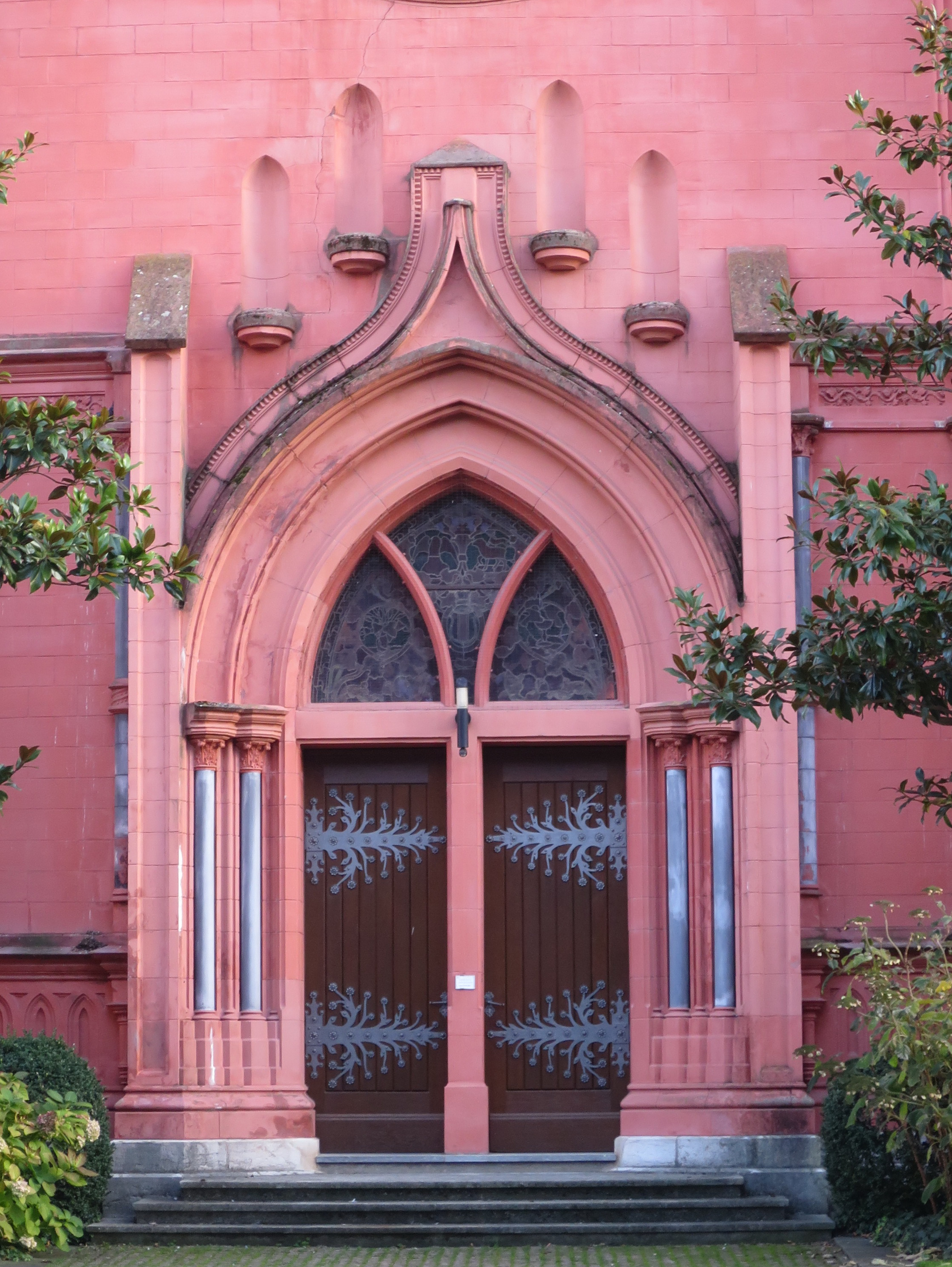
Le portail du transept nord

### Un mode de construction original: pierre artificielle
La technique retenue par Guillaume Ritter est empruntée à la construction hydraulique, un domaine dans lequel l’ingénieur-architecte jouit d’une solide expérience. Il s’agit d’une pierre artificielle fabriquée à partir de ciment additionné de chaux et de gravier ; à Neuchâtel ce mélange est teinté en rouge dans la masse pour les parties visibles du parement, renvoyant aux tonalités du grès rhénan et aux origines du maître d’œuvre, si l’on en croit la tradition. L’amalgame ainsi obtenu est ensuite coulé dans des moules permettant de fabriquer l’ensemble des éléments nécessaires à la construction d’une église néo-médiévale, des simples blocs rappelant la pierre naturelle aux ornements les plus complexes, tels que chapiteaux, colonnettes, arcades, tablettes, etc. Entièrement fabriqués sur le chantier, ces éléments sont ensuite mis en œuvre de façon traditionnelle. Les planchers et piliers sont toutefois réalisés en béton armé et les fondations sont partiellement renforcées par des pilotis. Si ces choix technologiques offrent au maître d’œuvre une grande liberté stylistique et permettent de réduire considérablement les coûts et la durée du chantier, ils sont également à l’origine des problèmes de conservation qui vont émailler la suite de l’existence du bâtiment. Les éléments décoratifs extérieurs se révèlent en effet rapidement fragiles et menacent ruine, obligeant les responsables paroissiaux à entreprendre des travaux d’assainissement à partir des années 1920 déjà.

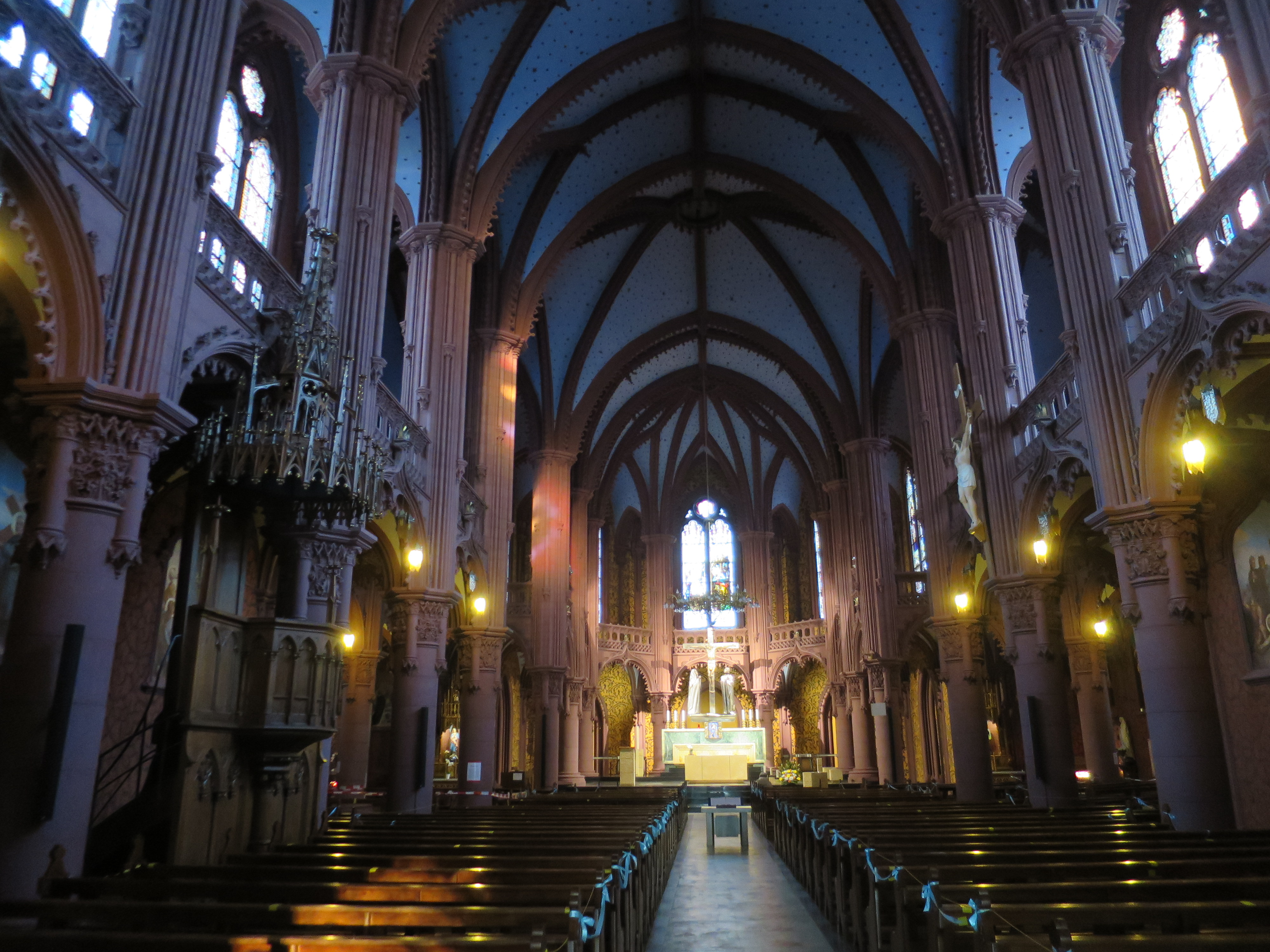
L'intérieur vu depuis l'entrée occidentale.

### Puissance des styles néo-médiévaux
En sus de sa teinte rouge, l’église se distingue par ses dimensions monumentales (66 m. x 32 m., pour 1'300 m2 de surface au sol) et son imposant clocher qui s'élève à 53.5 m. et se voit de loin. Plan, élévations et décors renvoient aux traditions constructives médiévales, en évitant le piège de la copie servile. De plan basilical, l’église comprend un porche, une nef et deux bas-côtés, un transept saillant, ainsi qu’un chœur polygonal avec déambulatoire ; les élévations se réfèrent à la tradition gothique que ce soient les structures portantes, la couverture des voûtes, les grandes fenêtres hautes, la rose et le portail, sans oublier le recours à l’arc brisé et la profusion de pinacles, colonnettes et autres ornements. Guillaume Ritter n’hésite toutefois pas à s’affranchir de la tradition médiévale en fonction des possibilités technologiques et des besoins contemporains ; il fait par exemple l’impasse sur les arcs-boutants, construit trois nefs avec des niveaux de voûtes identique et dote l’église d’une spacieuse galerie. Les difficultés financières contraignent par ailleurs l’architecte à quelques simplifications, au niveau du couronnement de la tour ; la flèche de pierre initialement prévue est par exemple abandonnée au profit d’une plateforme munie d’une balustrade.
S’appuyant sur une solide connaissance des styles médiévaux, Guillaume Ritter parvient à une synthèse à la fois créative et originale, empruntant des éléments aux différentes formes du gothique européen, du Portugal à l’Allemagne, sans oublier les références régionales, comme la tour de la cathédrale de Fribourg. Hésitant entre complicité et compétition, l’édifice instaure également un dialogue architectural complexe avec la Collégiale de Neuchâtel.

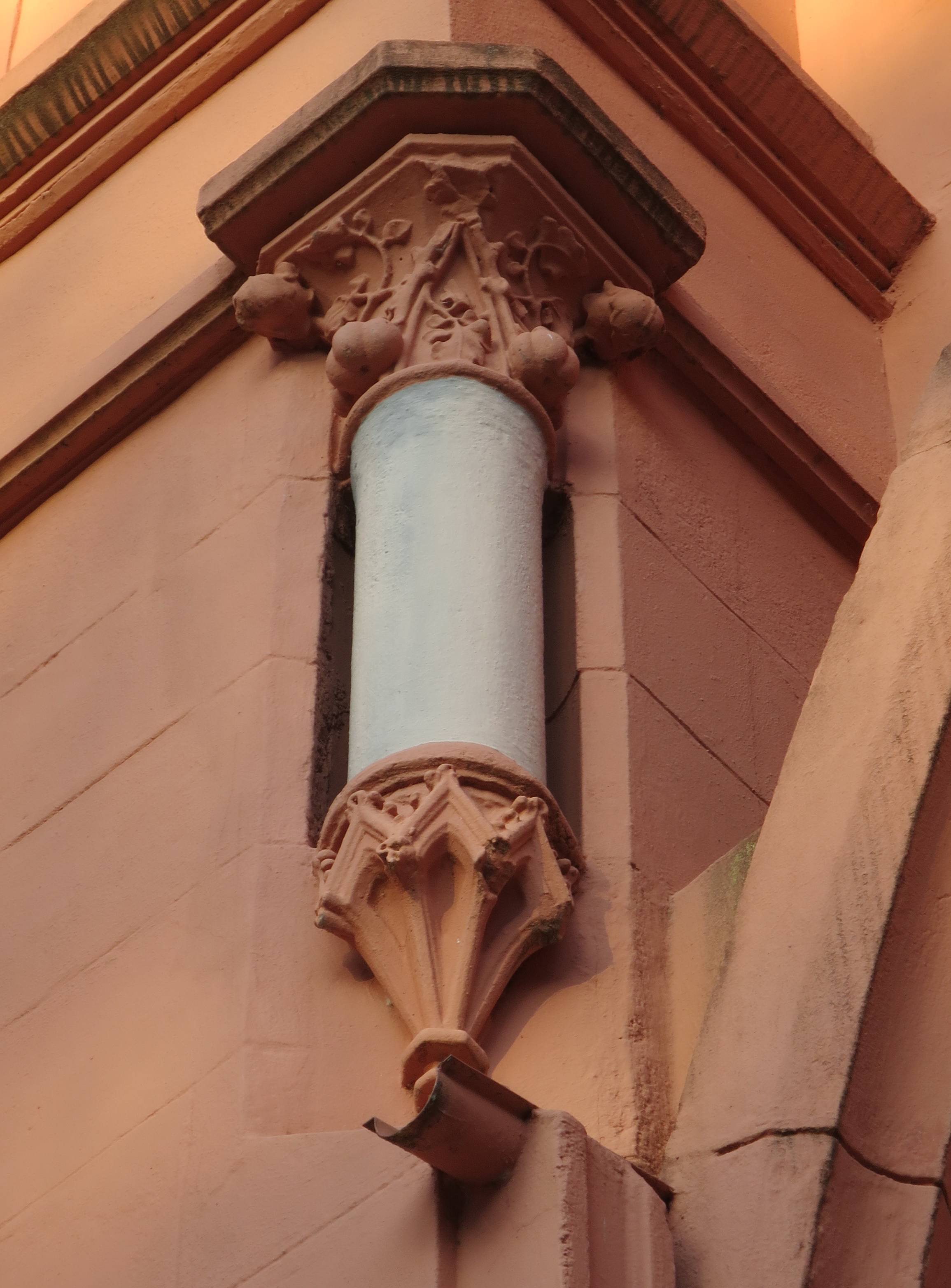
Détail d'une colonnette et autres ornements en ciment moulé

Si le choix architectural découle de l'adéquation communément acceptée au XIXe siècle entre édifice religieux et style gothique, la technique et la couleur retenues pour la réalisation de la nouvelle église sont plus inattendues ; la synthèse ainsi obtenue doit beaucoup à la personnalité de Guillaume Ritter, originaire d’Alsace, passionné d’architecture médiévale et formé aux technologies contemporaines,,.

### Aménagements intérieurs: mobilier et décors
En sus de l’abondance, de la qualité et de la fantaisie qui caractérise son ornementation néo-médiévale, l’église Notre-Dame possède un intéressant mobilier, des tableaux et des sculptures qui allient les productions néo-gothiques aux créations contemporaines de première qualité.
Les autels latéraux, la chaire, les bancs et les vitraux font partie des premiers aménagements, à l’image des vitraux du chœur posés en 1905 par l’entreprise Champigneule de Bar-le-Duc (France) et ceux de la nef réalisés à la même date par la maison Enneveux & Bonnet de Genève. En 1908, la mise en place des quatorze panneaux du chemin de croix peint par l’abbé François Moirod de Cousance (France) annonce l’ornementation à venir. La nudité originelle des murs sera finalement habillée en 1922, au moyen d’un décor peint au pochoir évoquant les motifs de brocard du XVe siècle.

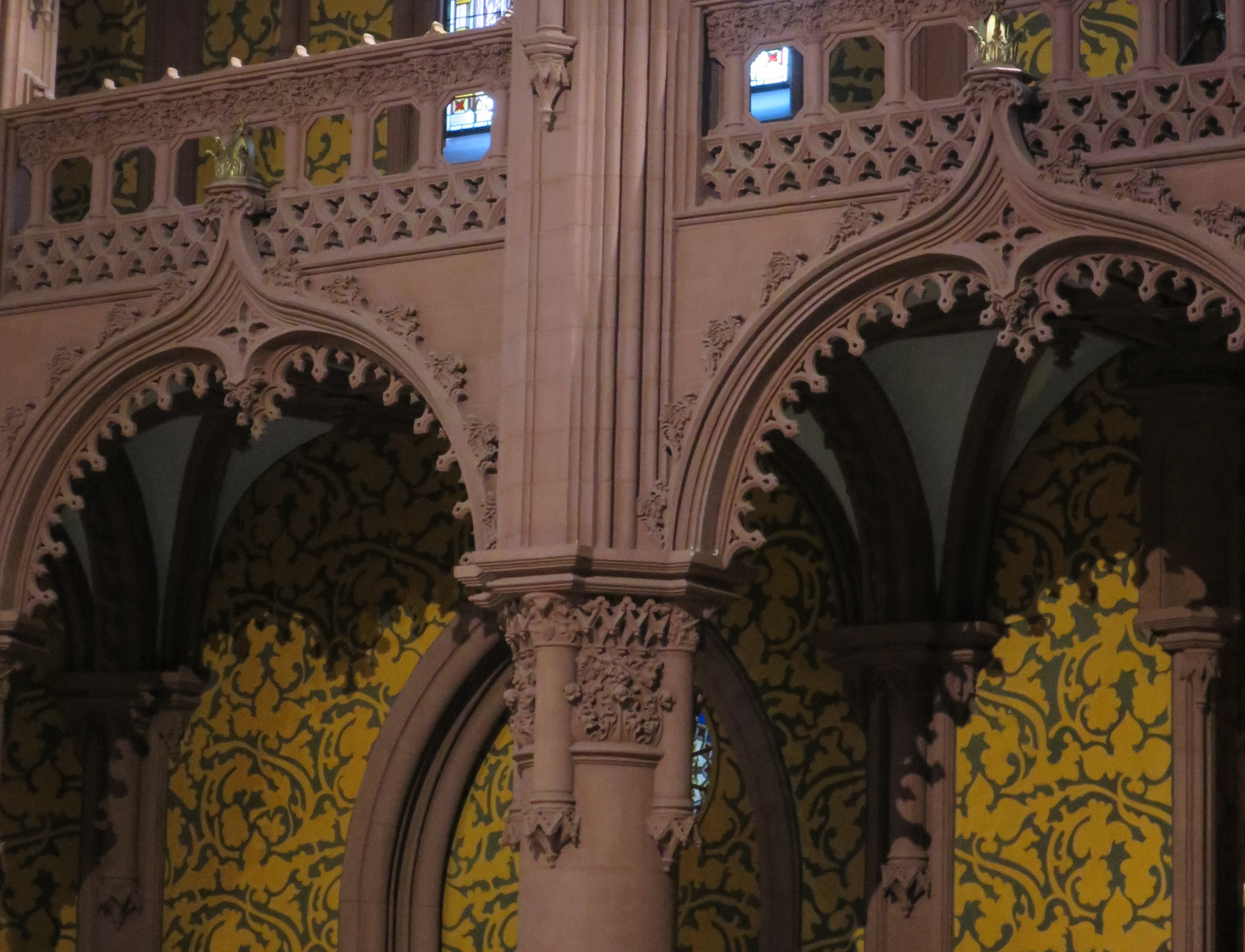
Détail de l'intérieur, modénature en ciment moulé et décors peints

Alors que le soutien de la ville lui était assuré depuis 1904, il faut attendre la Fête fédérale de chant qui se tient à Neuchâtel en juillet 1912, pour voir fonctionner l’horloge monumentale à quatre cadrans prévue sur le clocher. Son mécanisme novateur fourni par la maison David Perret du Plan connaît de nombreux déboires, avant d’être remplacé en 1916 par un mouvement plus classique fourni par l’École de mécanique et d’horlogerie de Neuchâtel.
À partir de 1929, un orgue symphonique à la taille de l’église remplace l’instrument provisoire qui animait les célébrations jusqu’alors. De généreux donateurs permettent l’installation de trois cloches en 1933-1934, ainsi que le réaménagement du chœur sous la direction l’architecte Fernand Dumas de Fribourg en 1937. À cette occasion, la rupture avec l’historicisme est consommée, le style néo-médiéval est abandonné au profit d’une approche contemporaine dans l’esprit du Groupe de Saint-Luc. C’est notamment le cas du maître-autel dont le calvaire en orfèvrerie de Marcel Feuillat de Genève constitue la pièce maîtresse. Dernière intervention majeure, l’aménagement de la Chapelle des fonts baptismaux est l’œuvre de Yoki  pour la sculpture et des frères Angeloz pour la mosaïque en 1959,,.

## Entretien et restauration

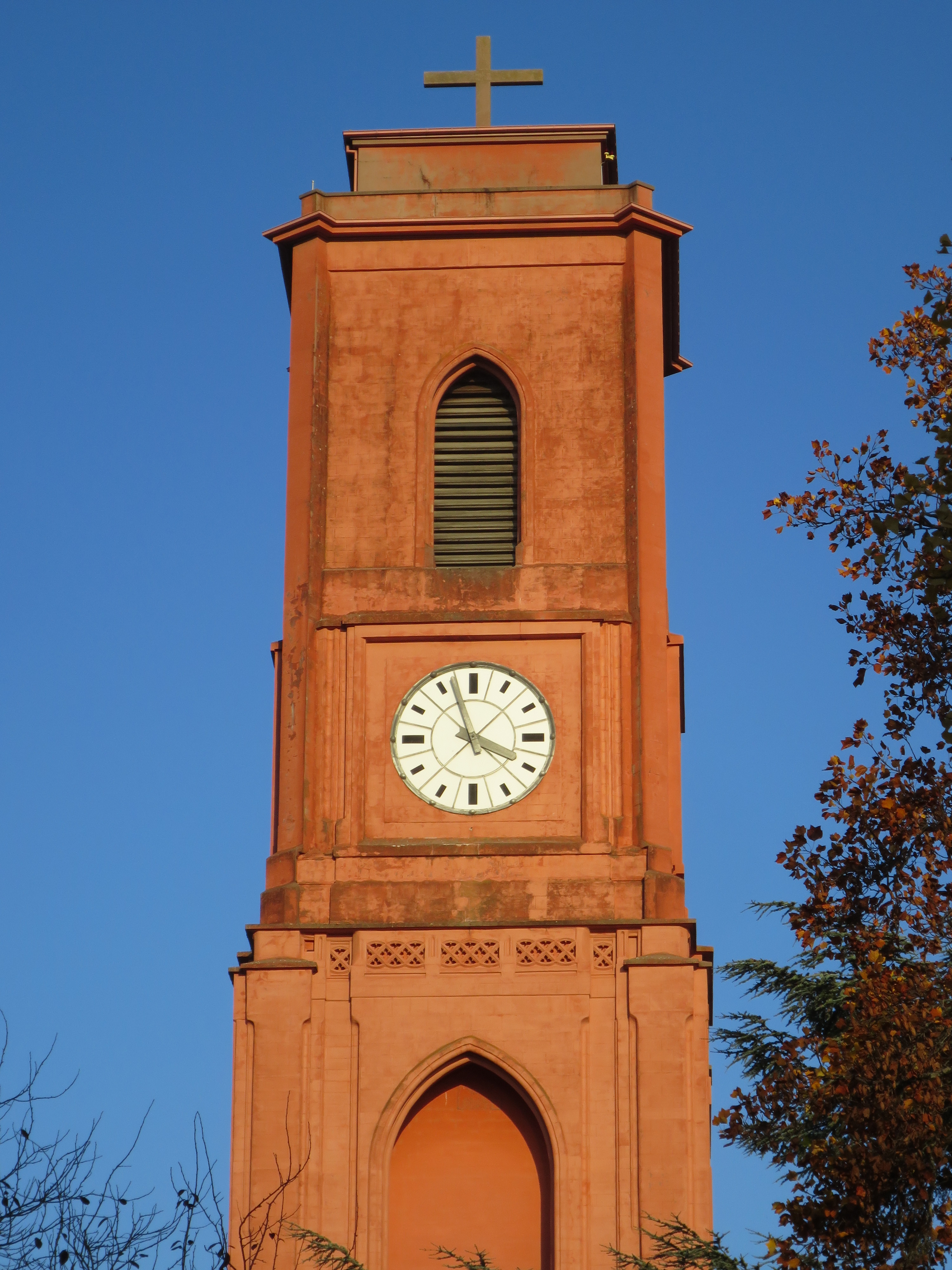
Le sommet du clocher avec l'horloge monumentale et l'étage des cloches en 2020

### Fragilité et épuration des ornements
Source d’économie au moment de la construction de l’église, la pierre artificielle va rapidement devenir une source de préoccupation majeure pour la paroisse. Dès les années 1920, l’état des ornements extérieurs se dégrade au point de constituer une menace pour les passants durant une trentaine d’année. Une première expertise, suivie de travaux de consolidation, est réalisée en 1920 déjà sous la direction d’Otto Schmid, architecte spécialisé dans la restauration de monuments historiques. Malgré les révisions annuelles et les petits travaux d’entretien, les dégradations se poursuivent conduisant à une réfection générale de l’édifice en 1955-56 ; les mesures d’assainissement comprennent notamment la suppression du préau, l’épuration drastique de l’ornementation extérieure, la simplification du couronnement et la pose d’une croix au sommet de la tour.

### Reconnaissance patrimoniale et travaux de conservation

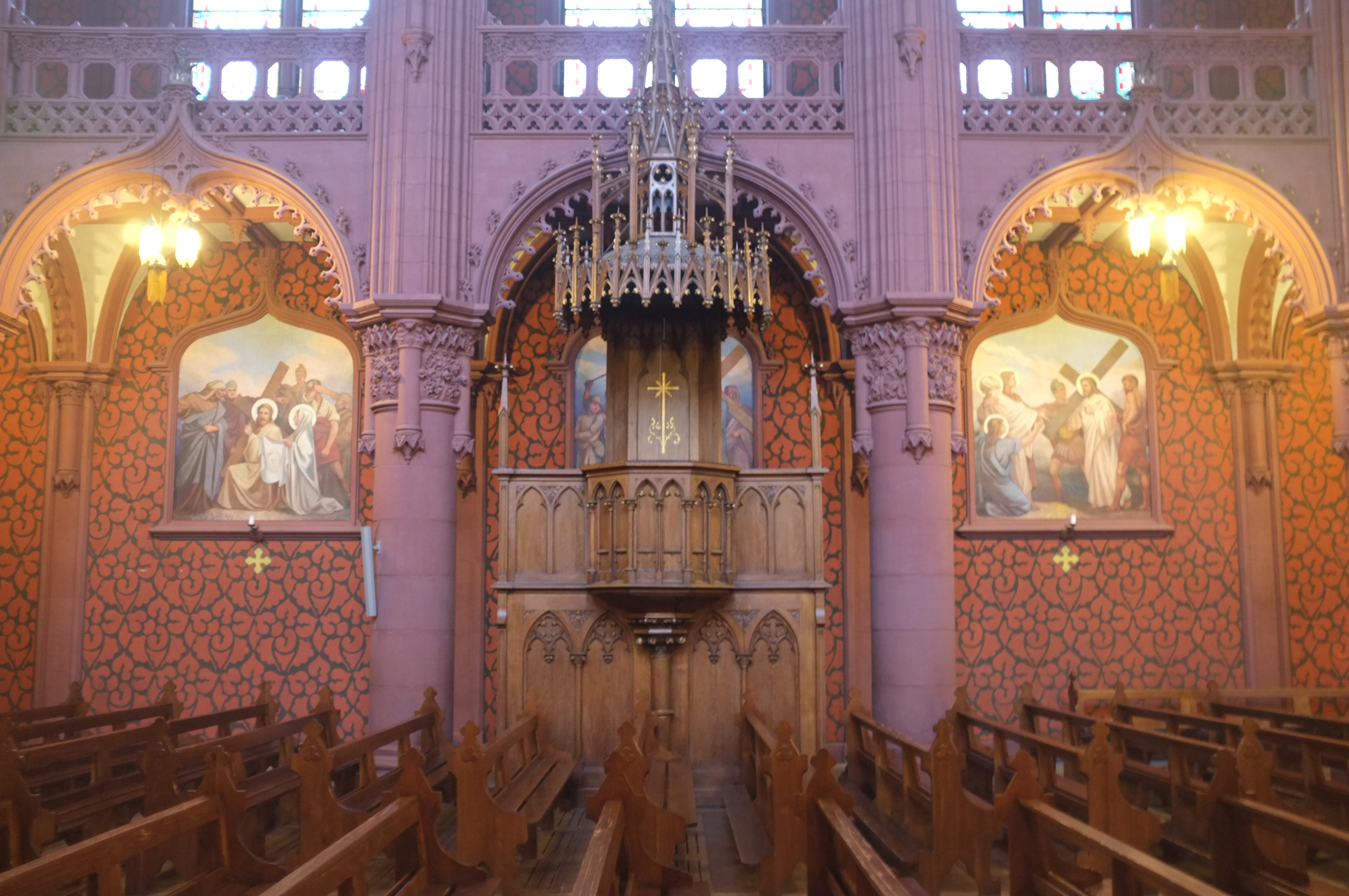
La chaire

Malgré de nombreux travaux d’entretien (toiture), de mise aux normes (électricité, chauffage) et de modernisation (cloches, horloge), l’édifice continue de se dégrader et les réparations coûtent cher, sans répondre aux attentes des fidèles, au point d’amener la paroisse à envisager la démolition de l’église et son remplacement par une construction contemporaine en meilleure adéquation avec ses be soins. Le débat qui s’instaure au sein des autorités catholiques et des spécialistes du patrimoine aboutit finalement en 1984 à la reconnaissance des qualités architecturales et historiques de l’église Notre-Dame et à sa conservation. L’édifice est mis sous protection au titre de monument historique en 1986 et inscrit comme bien culturel d'importance nationale. Le programme complet de restauration dressé va occuper les autorités paroissiales et les instances patrimoniales durant plus d’une décennie. Le chantier débute par la réfection des toitures (1986-87), avant de se poursuivre avec le traitement des façades et des vitraux (1991-97), pour finir avec la restauration intérieure (1998-2000). Tout est mis en œuvre pour conserver la substance d’origine, ainsi que les adjonctions du XXe siècle et parmi la longue liste des travaux effectués, bornons-nous à signaler deux éléments : la totalité de la surface extérieure a été repeinte pour masquer les disgracieuses efflorescences de salpêtre comme cela avait déjà été le cas au début du XXe siècle, et à l’intérieur, les 10'000 étoiles en ciment moulé qui ornent le plafond ont été redorées avec de la peinture bronze. À l’image de ces deux exemples. Pour répondre à l’esprit de Vatican II, des aménagements contemporains complètement le patrimoine restauré: remaniement de l’espace d’accueil, aménagement d’une crypte propice à la méditation dans l’ancien caveau situé sous le maître-autel, transformation de la salle du clocher en local polyvalent et modernisation partielle du mobilier liturgique.

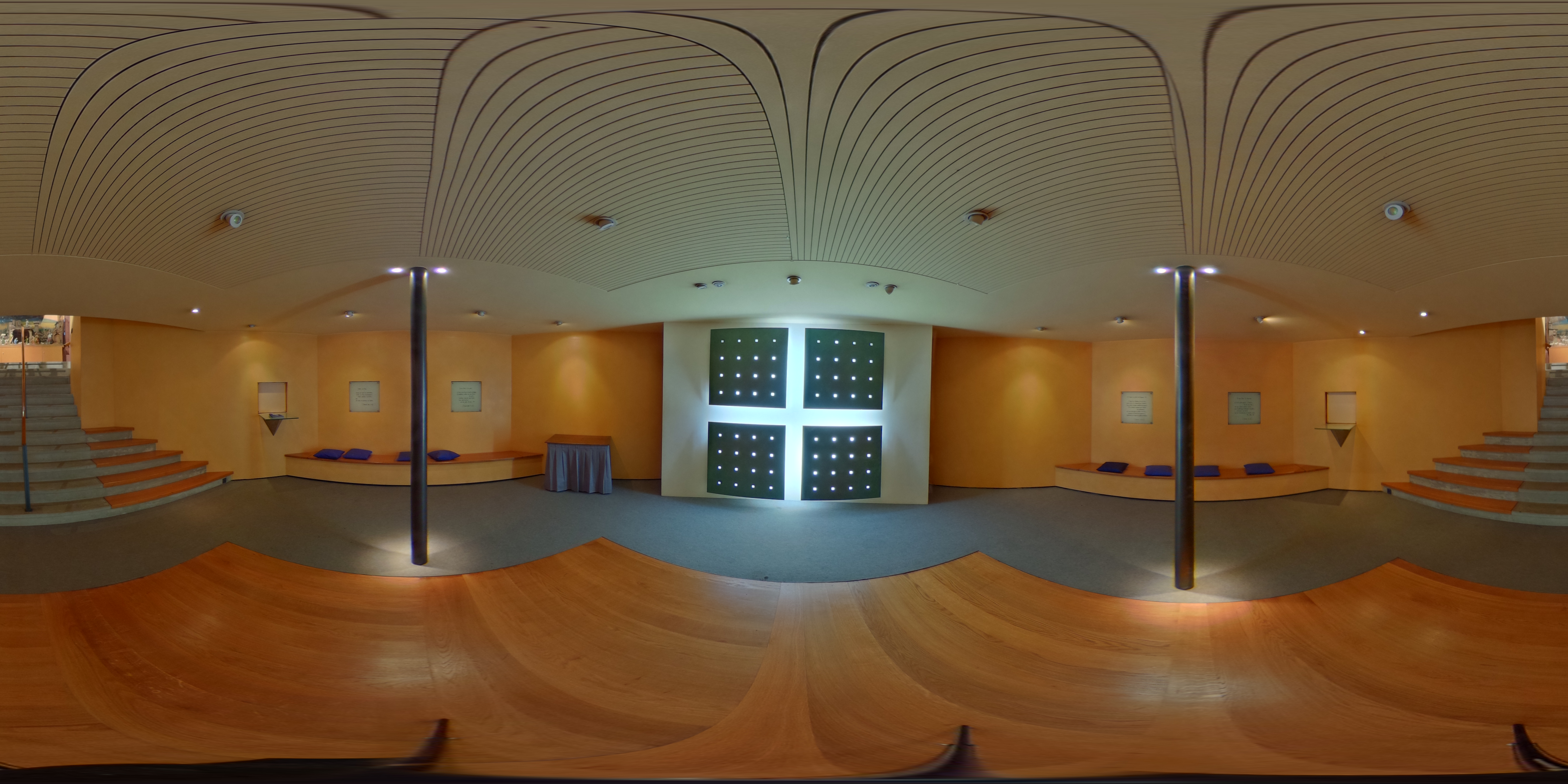
La nouvelle crypte

## Bibliographie

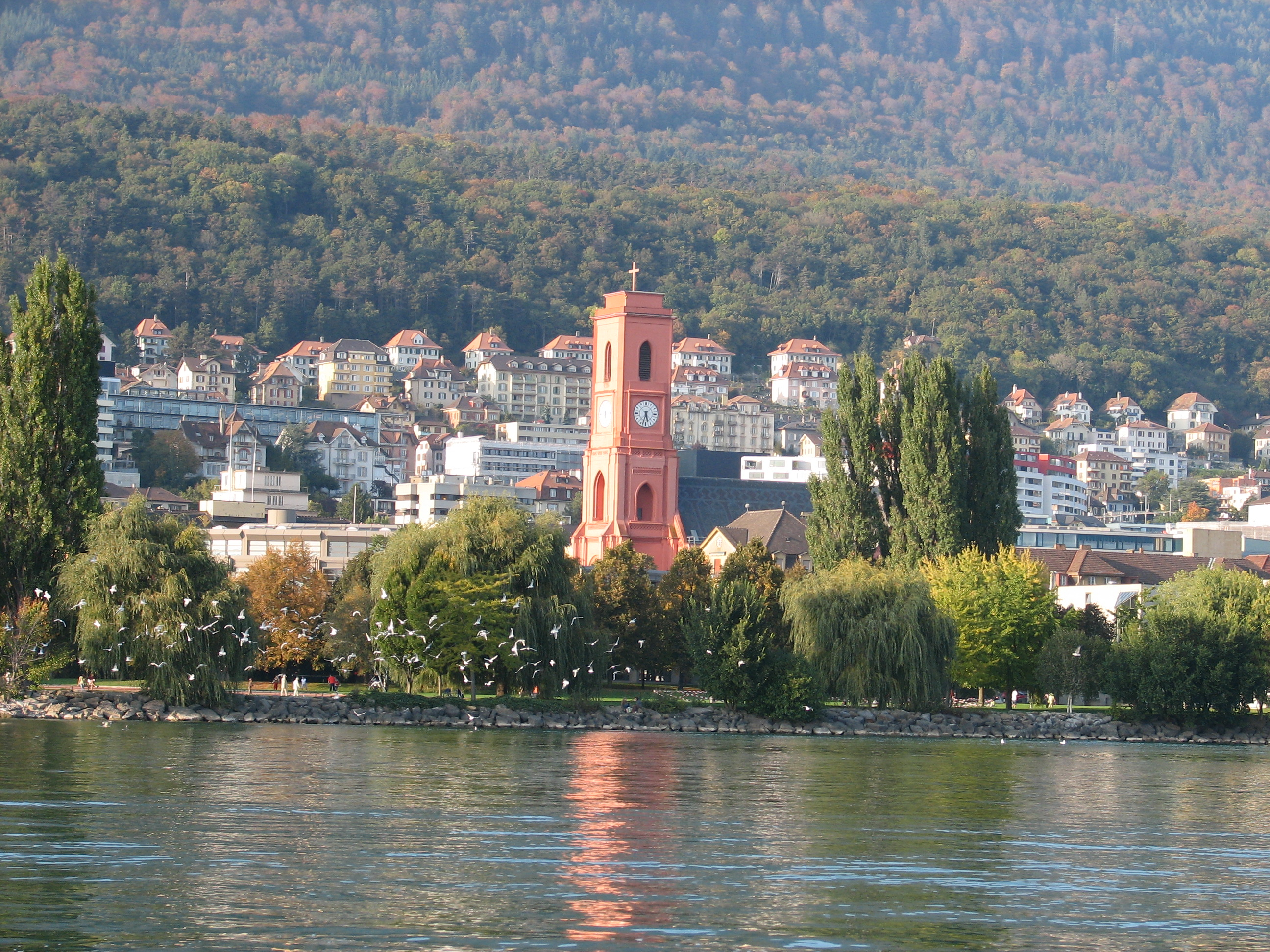
La basilique Notre Dame à Neuchâtel, également connu sous le nom d’église rouge, se reflète dans le lac.

## Reflet de la vie de la communauté aujourd’hui
Prêtre, écrivain, poète et conférencier, Maurice Zundel a publié une trentaine de livres. Il meurt à Ouchy (Lausanne), en 1975. Son corps repose en la Basilique.

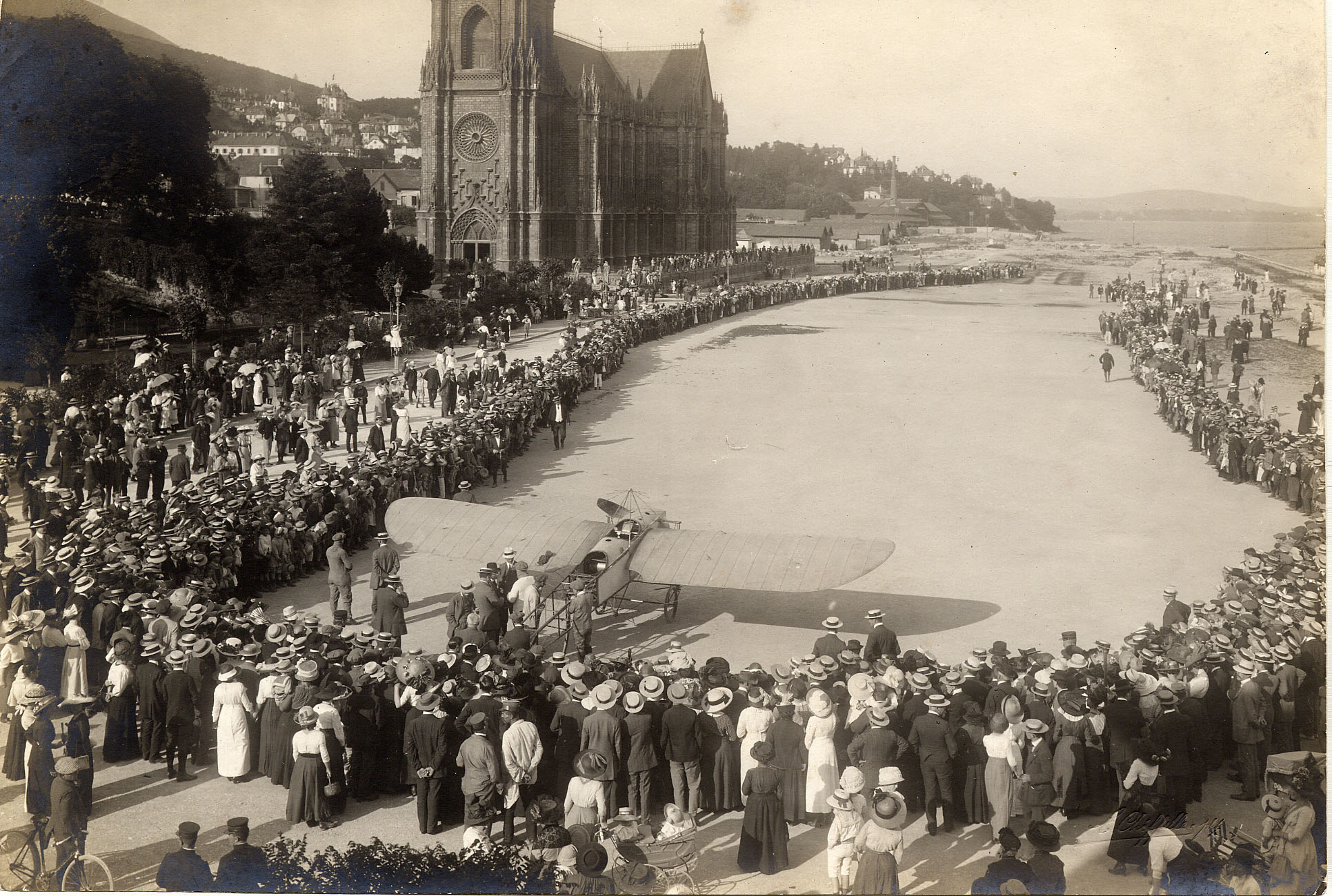
L'aviateur Oskar Bider devant l'Église rouge en 1913.

## Galerie

### Vues de l'extérieur

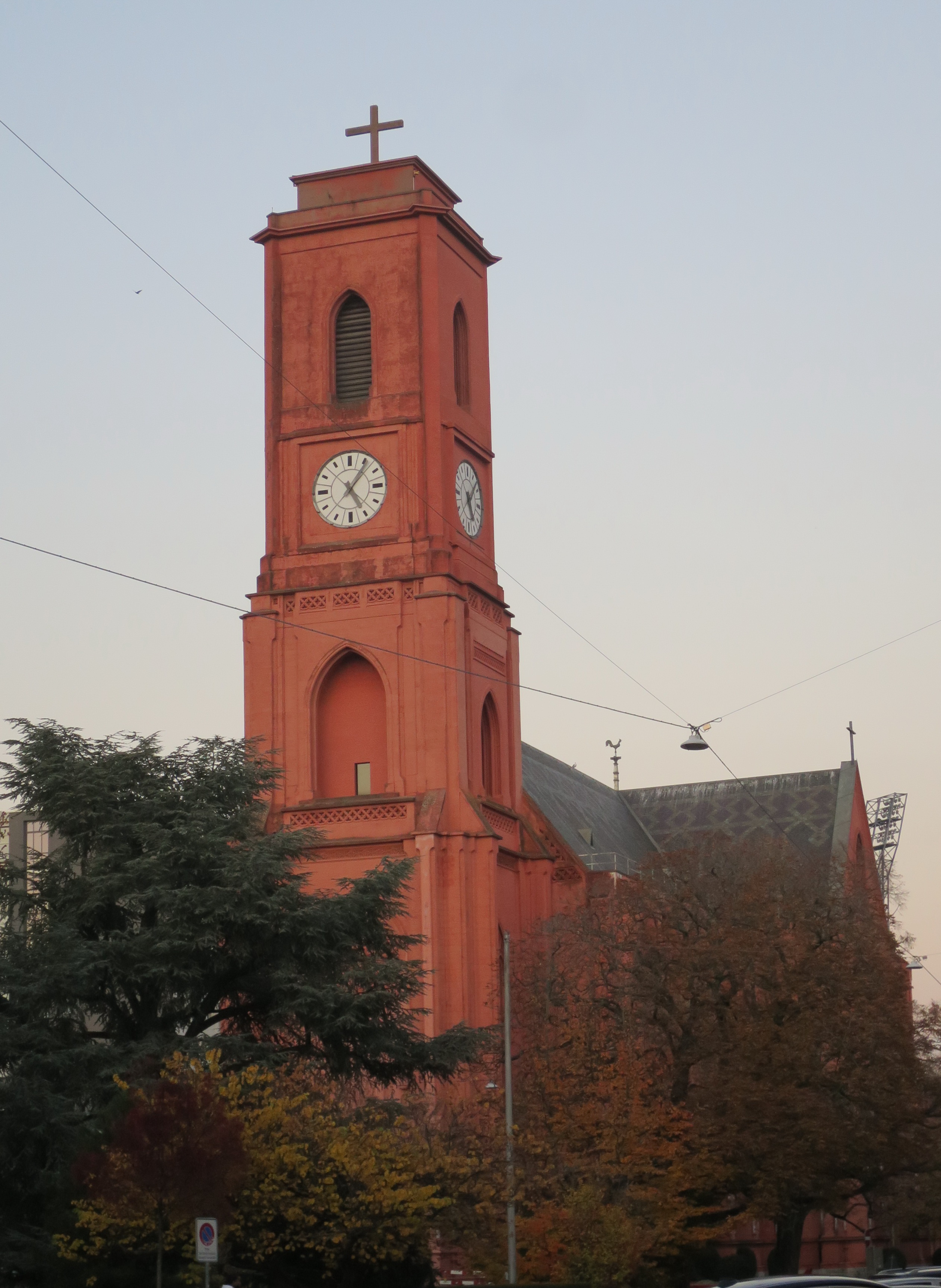
L'église et son clocher vus depuis le sud-ouest
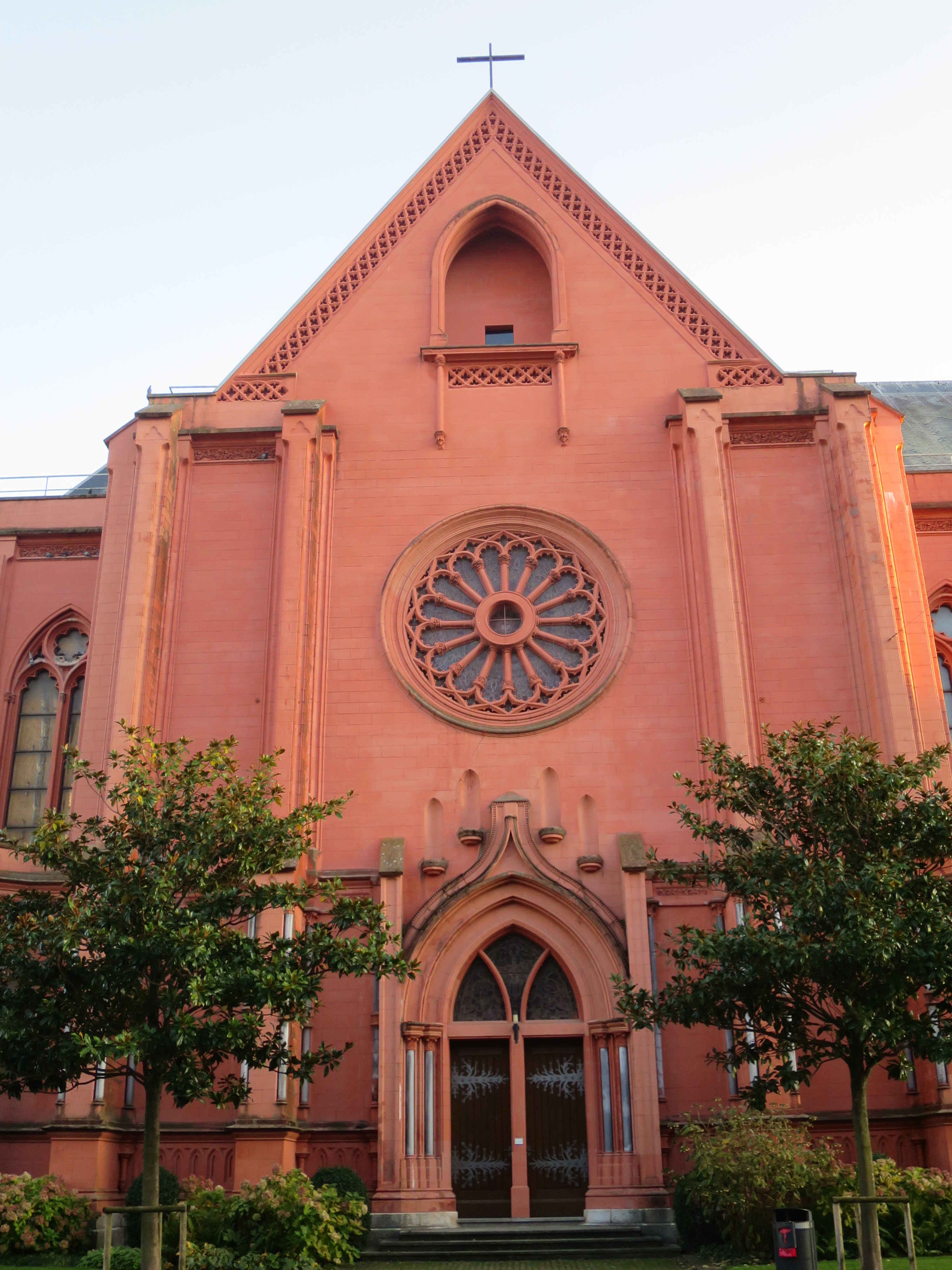
Le transept nord
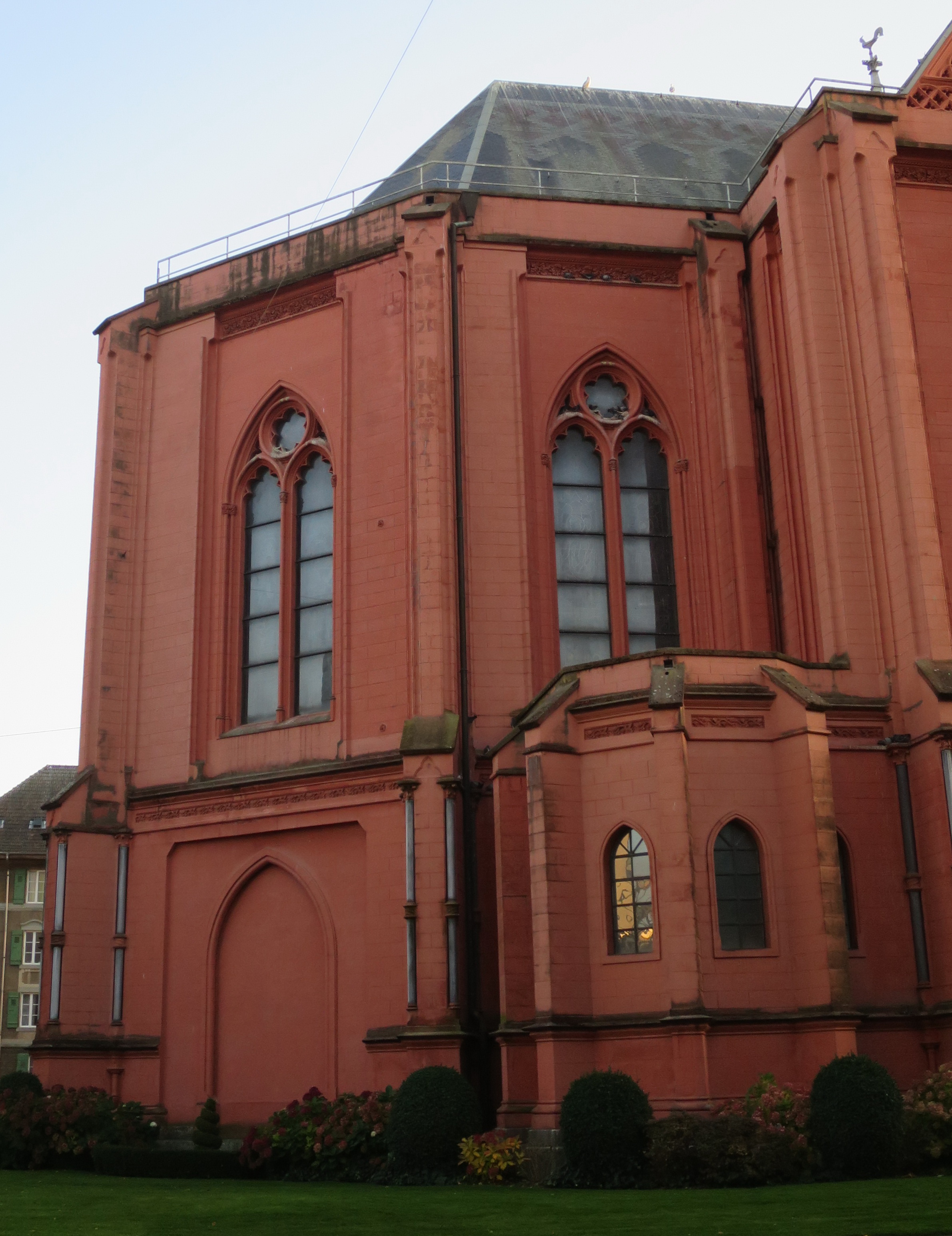
Le chevet avec la sacristie nord
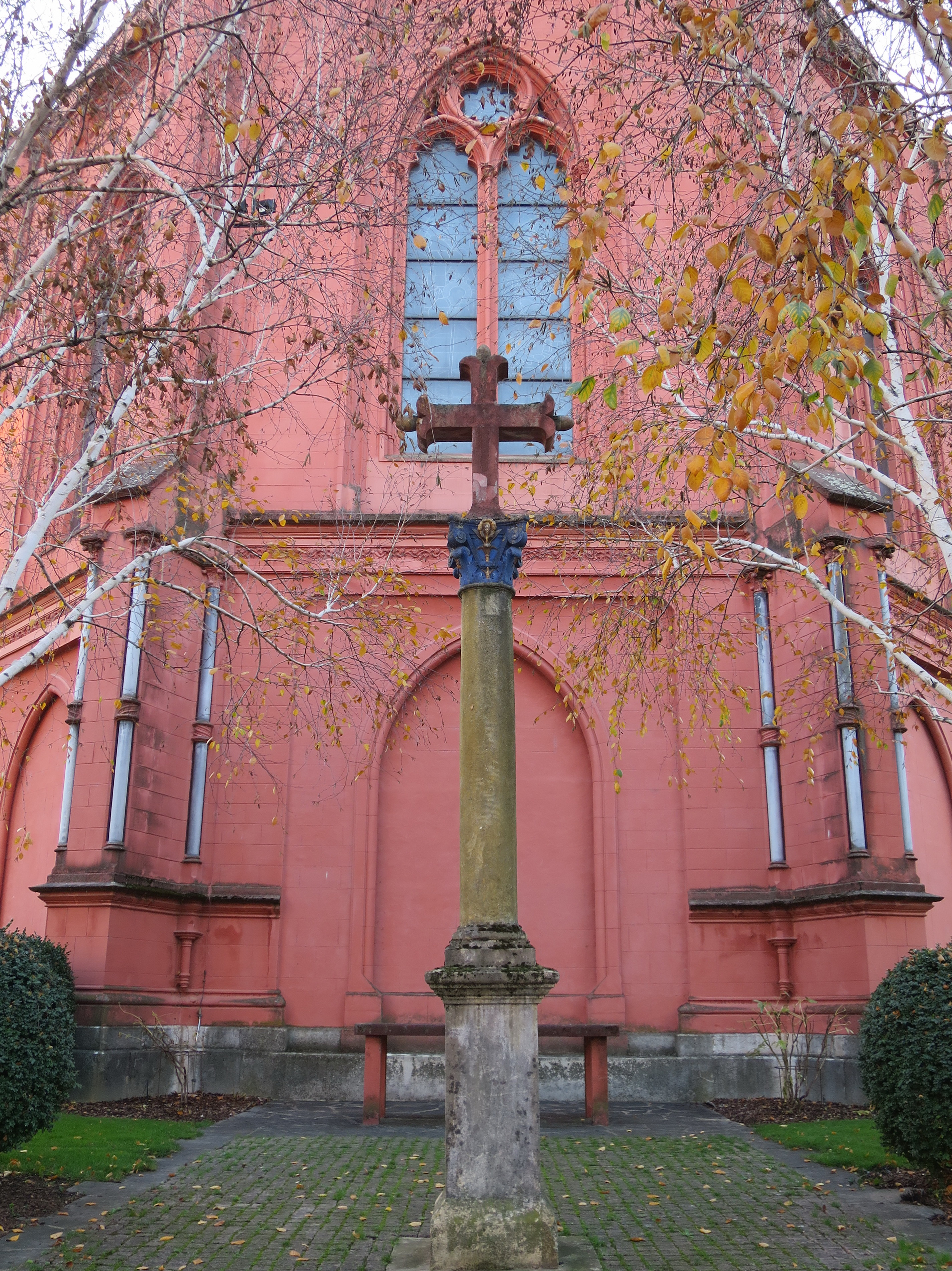
Le chevet
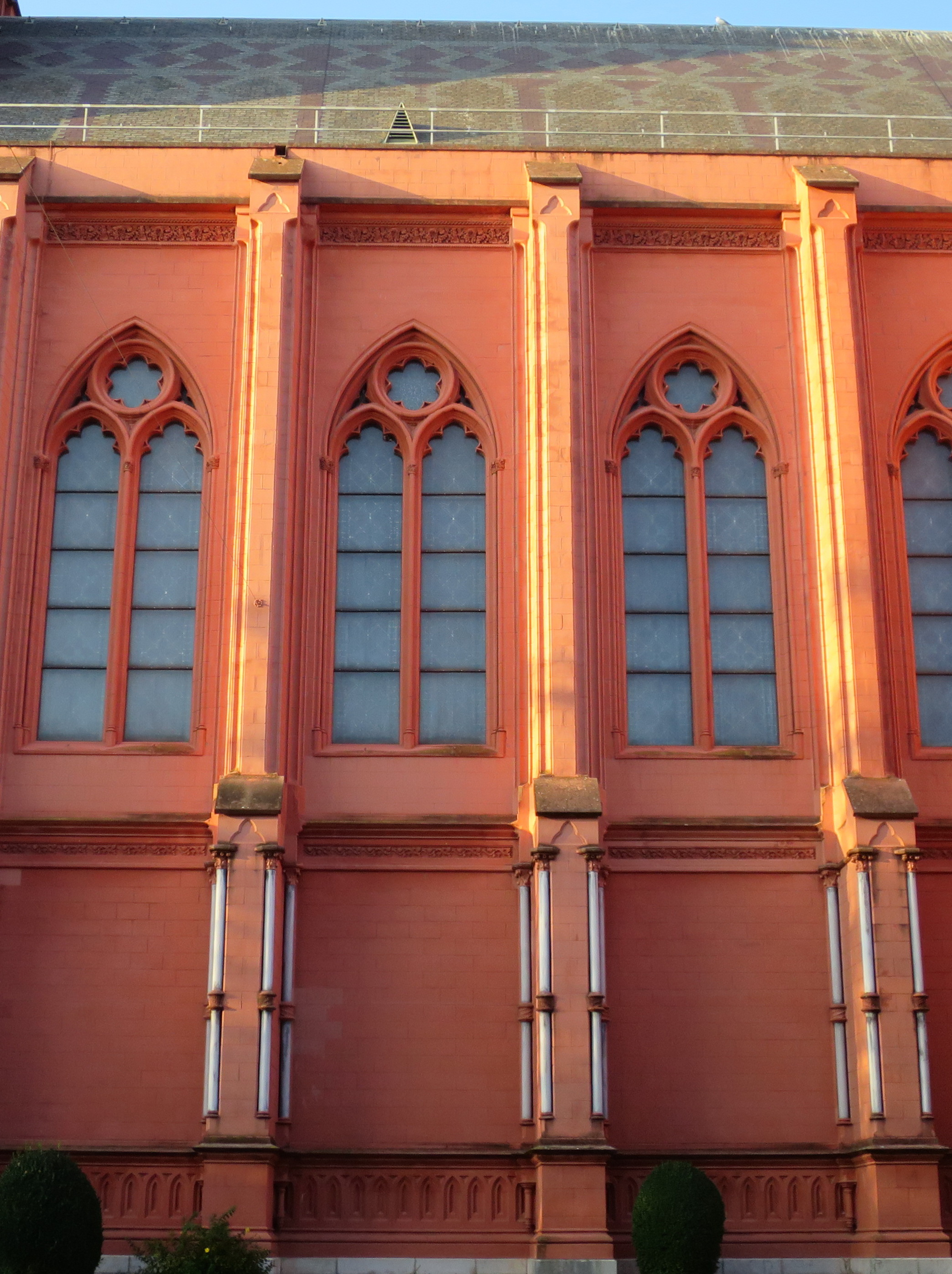
Détail du bas-côté sud
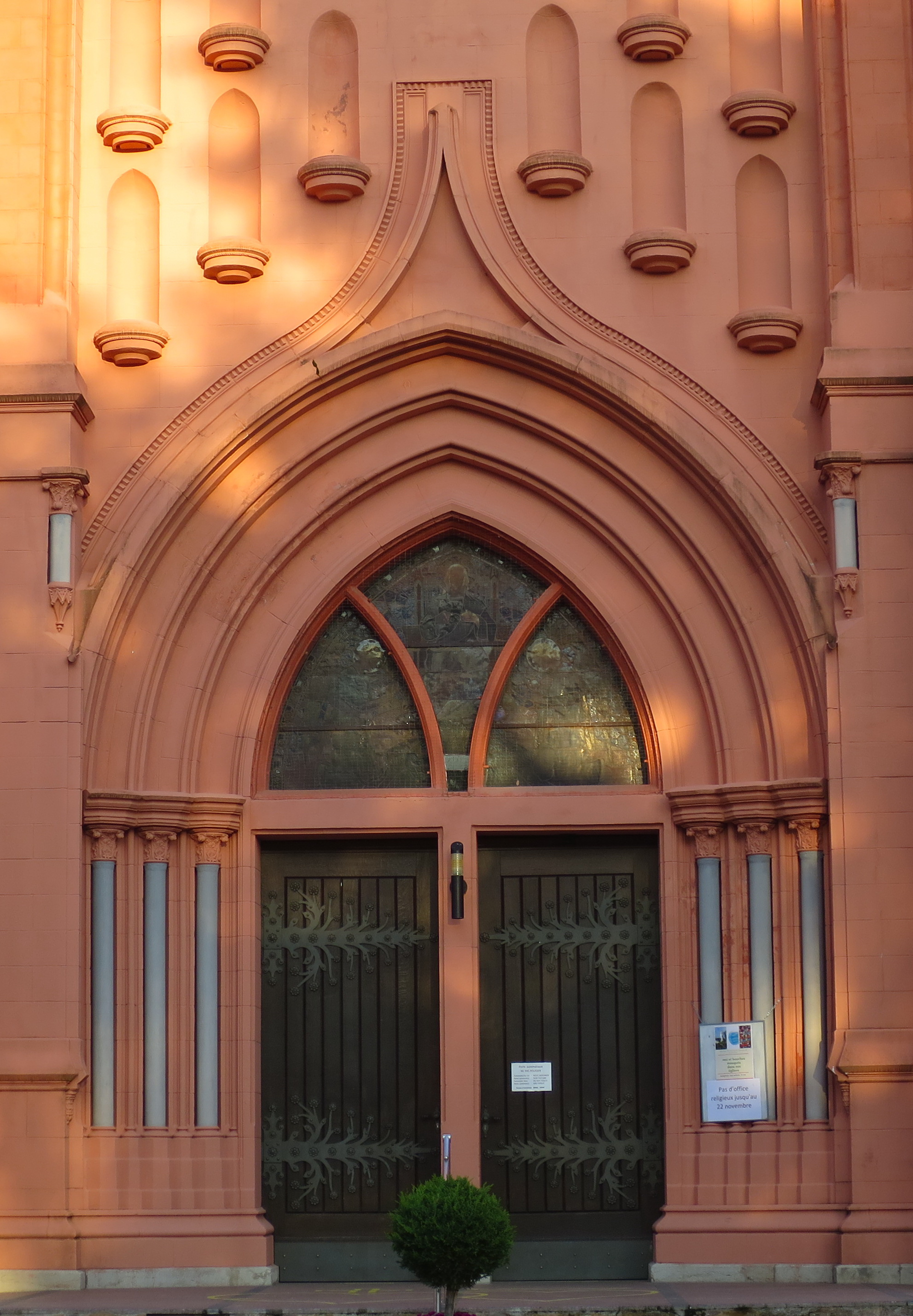
L'entrée principale
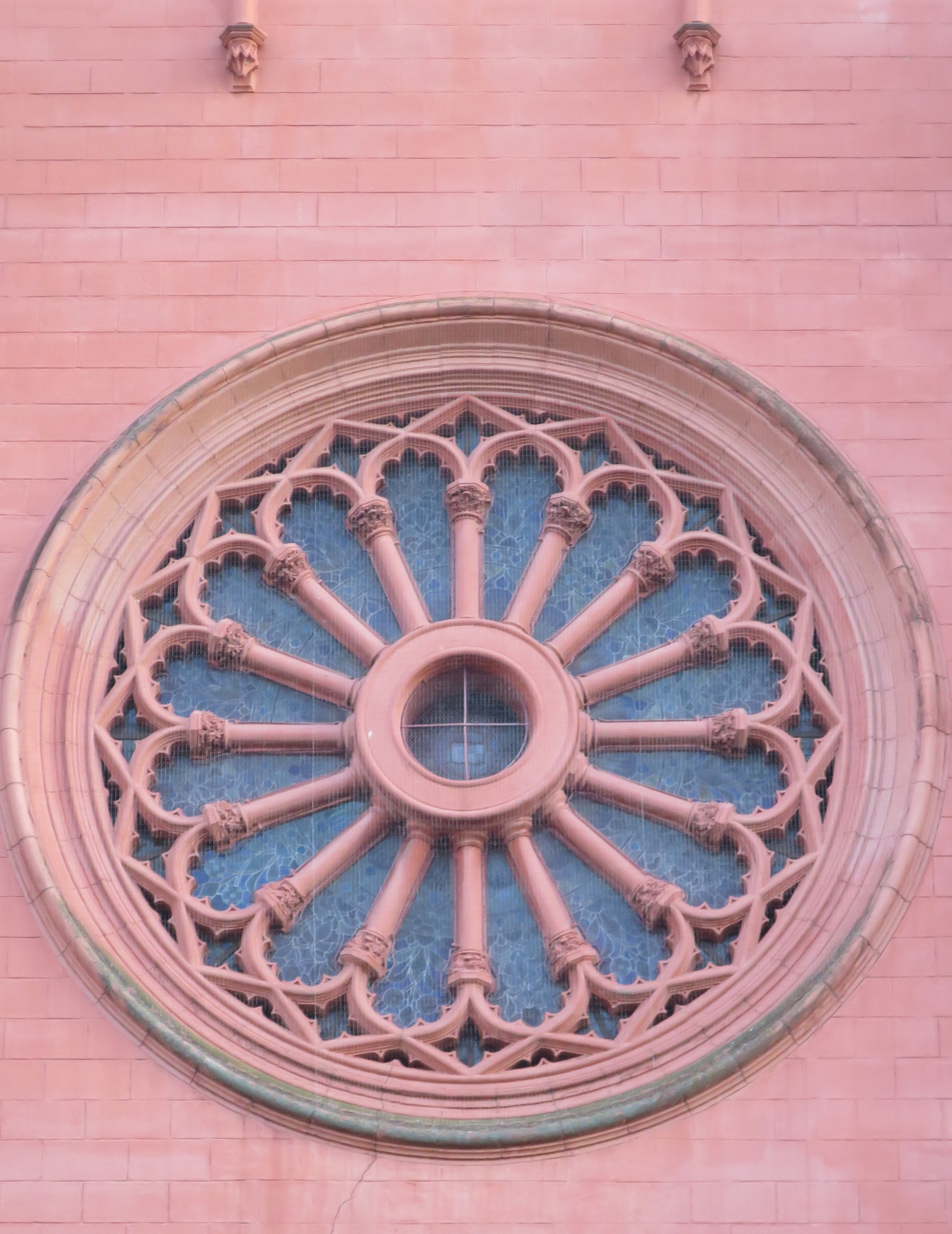
La rose du transept nord
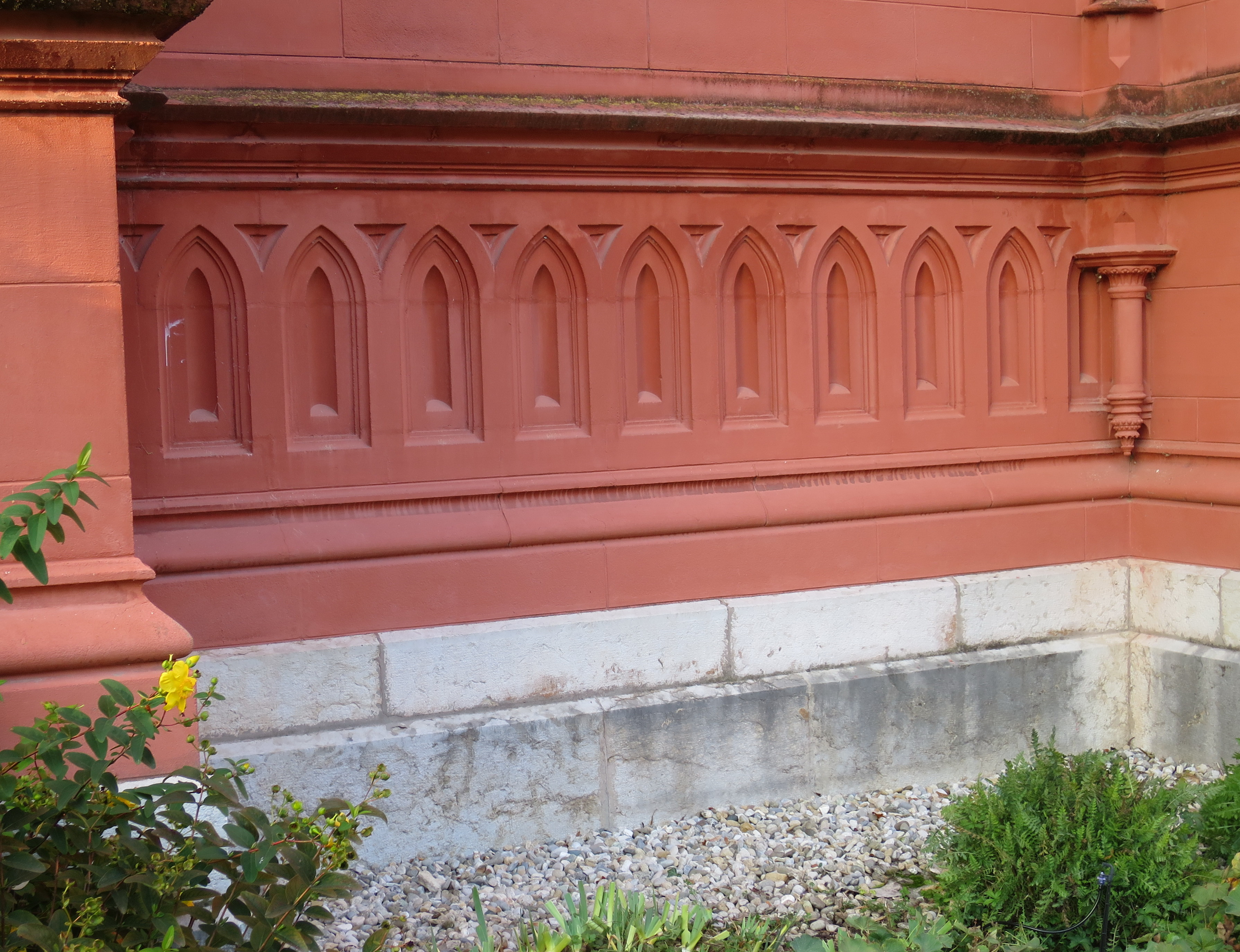
Détail du socle
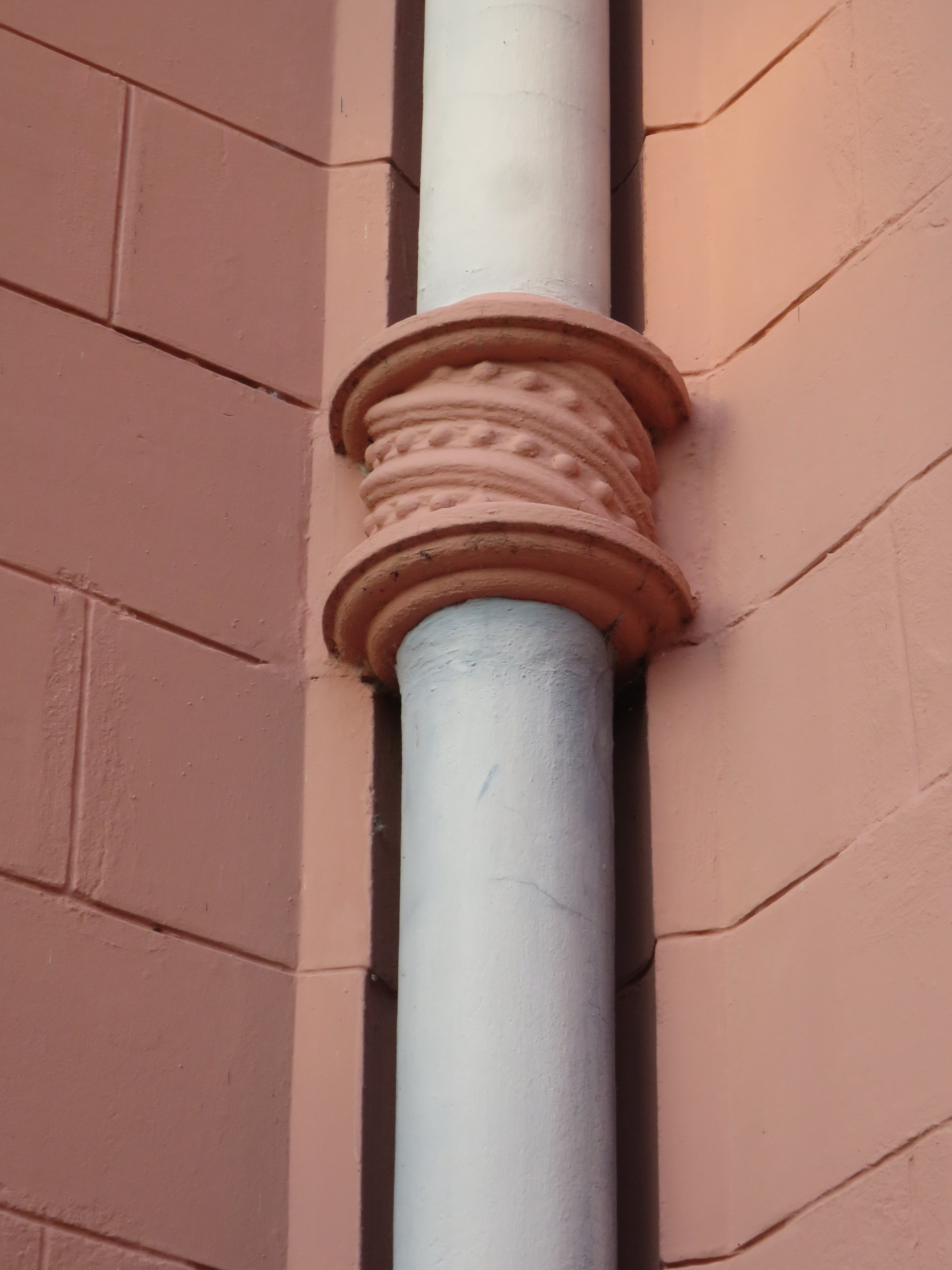
Détail des rares éléments conservés du décor extérieur

### Vues intérieures, mobilier et décors

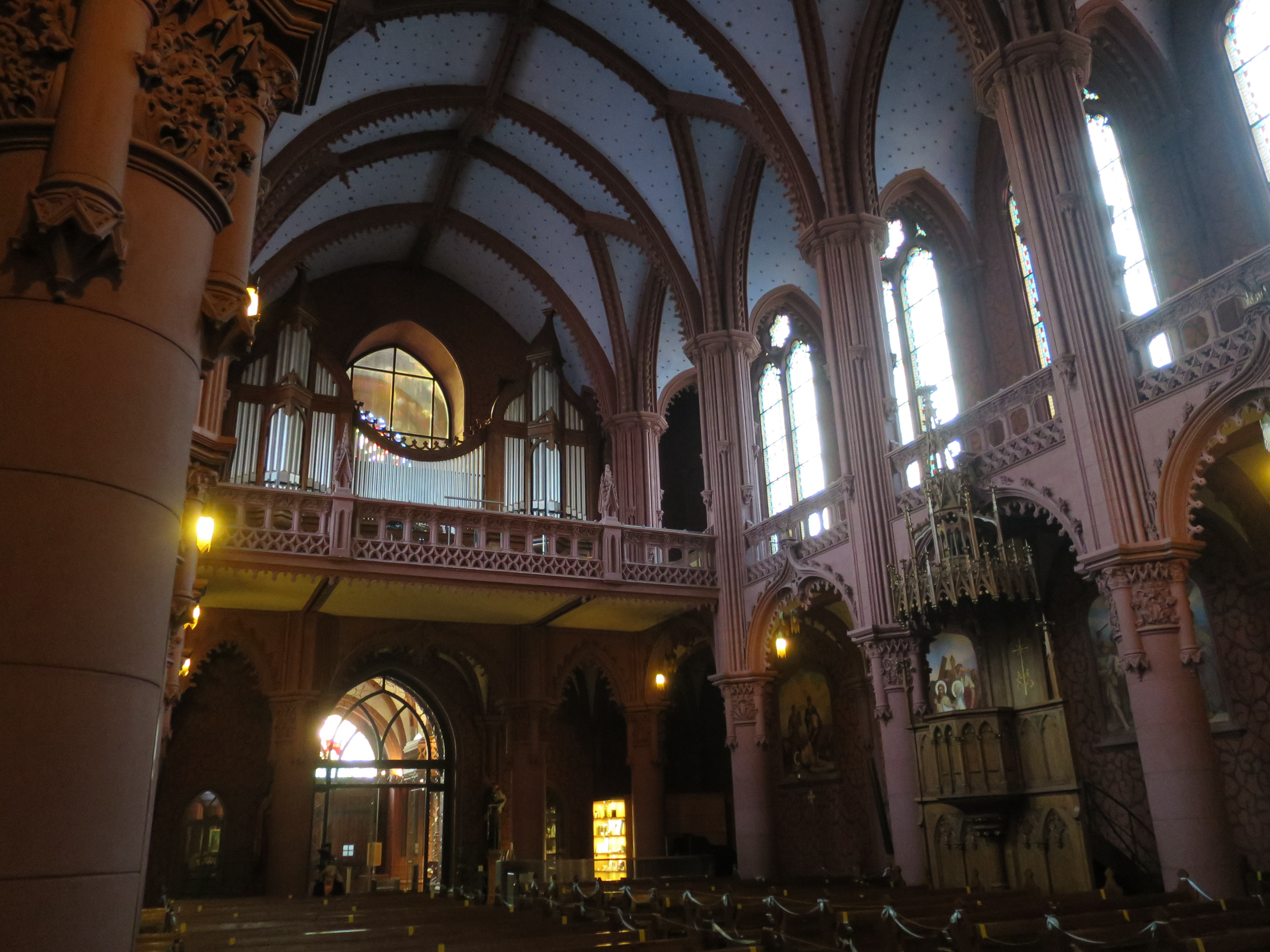
Nef et tribune occidentale
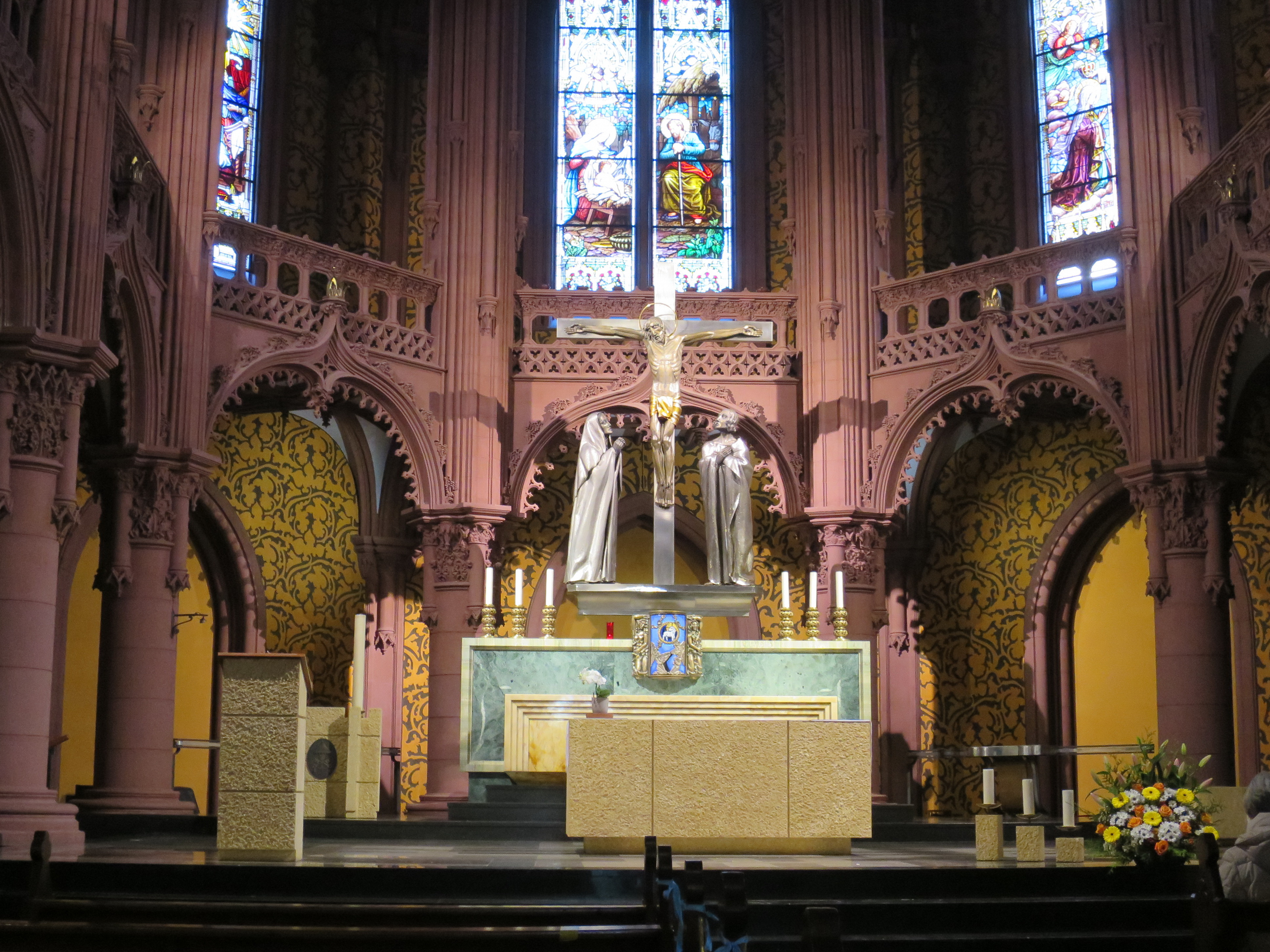
Choeur et maître-autel
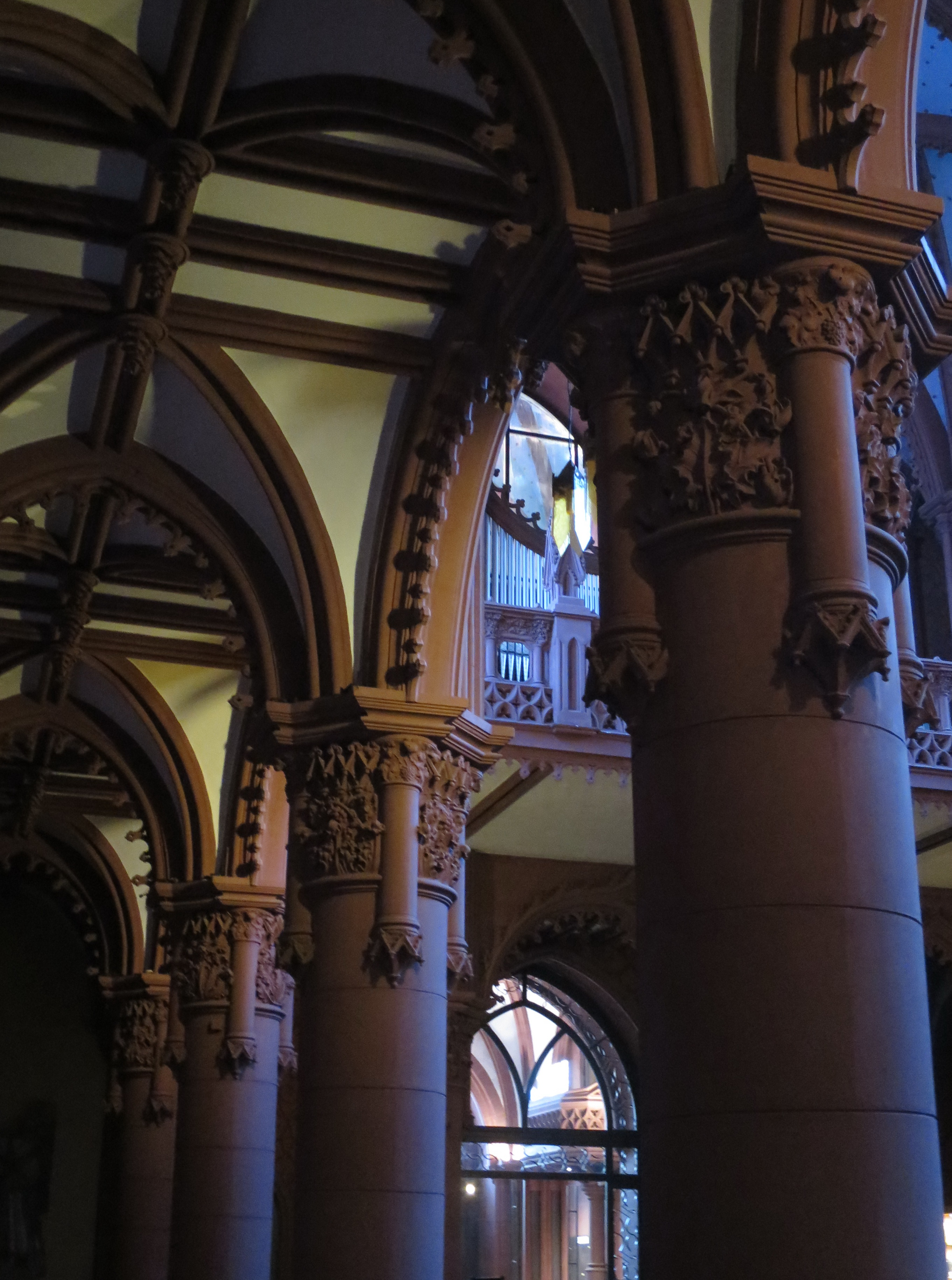
Détail de la modénature
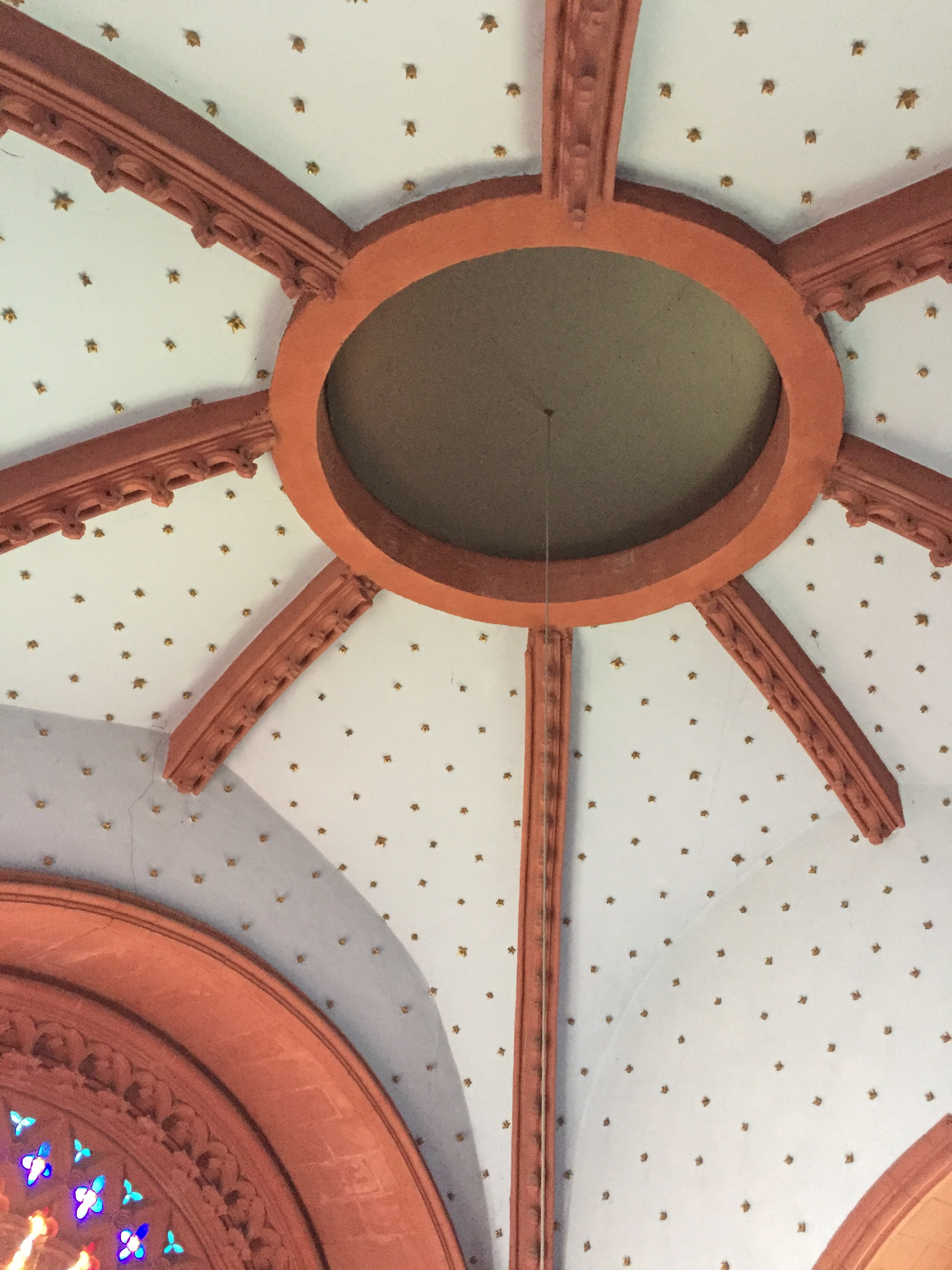
Couverture de la chapelle haute, passage des cloches
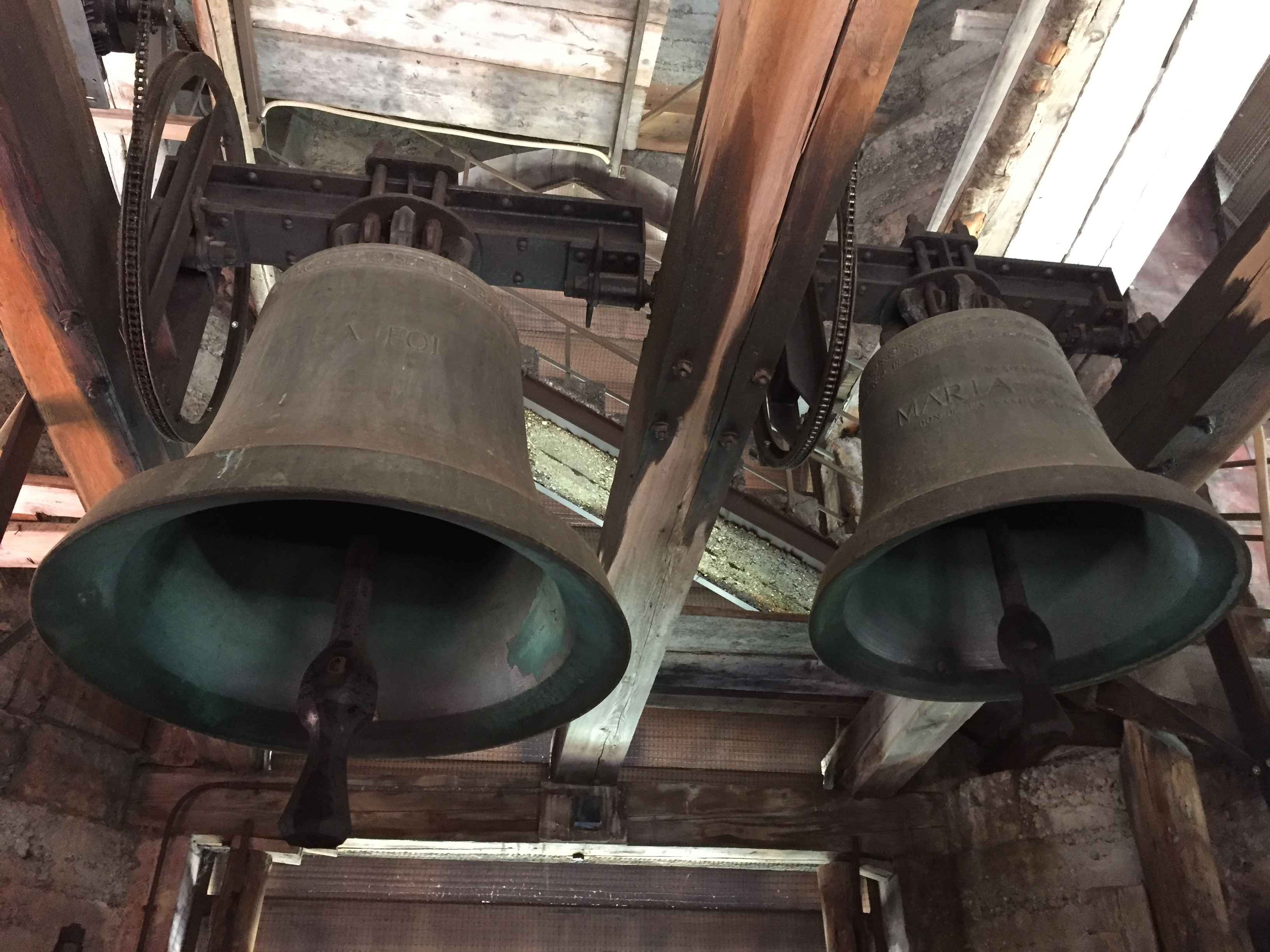
Les cloches "La Foi" et "Maria-Josepha"
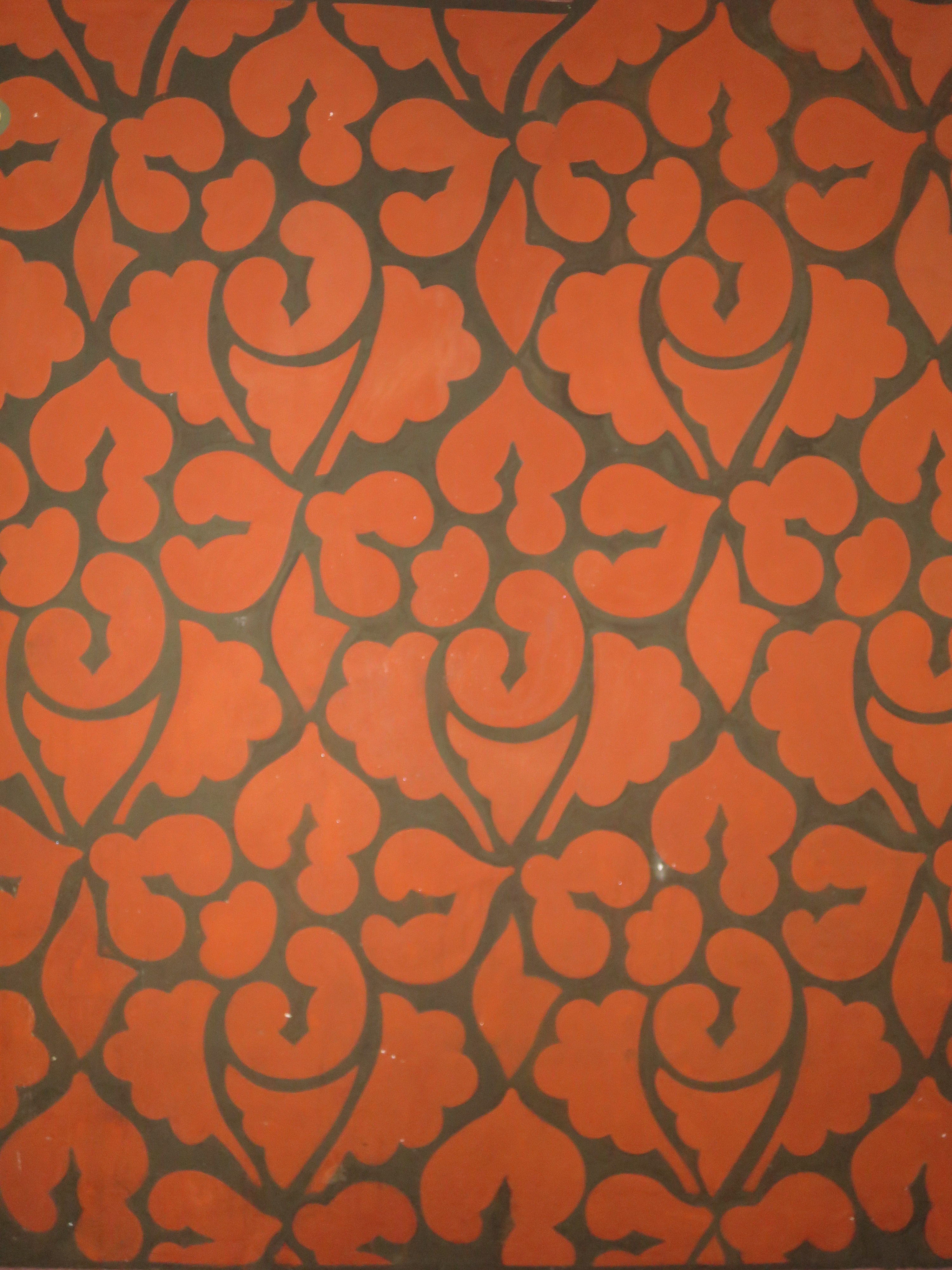
Détail du décor peint simulant un brocard
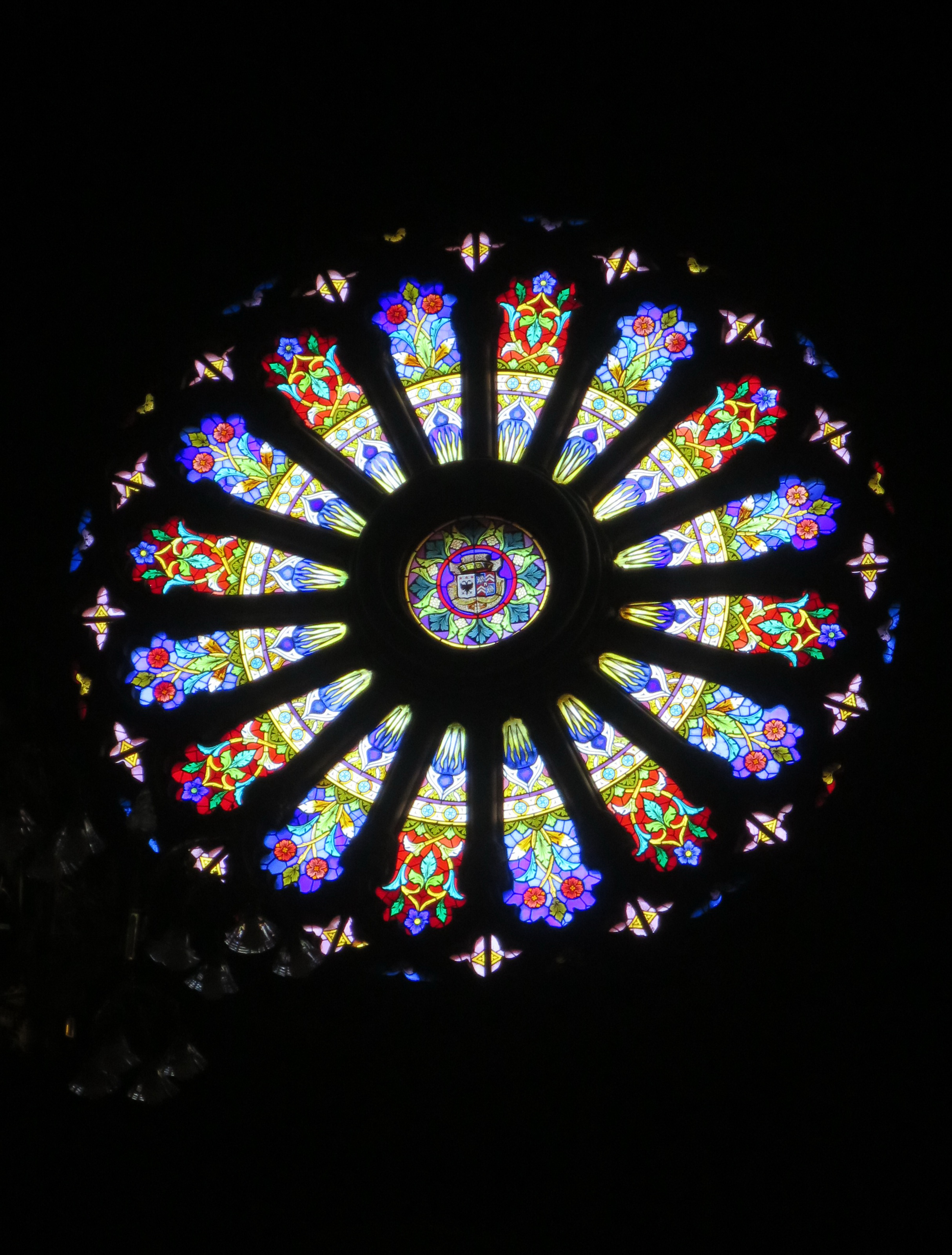
Vitrail de la rose sud
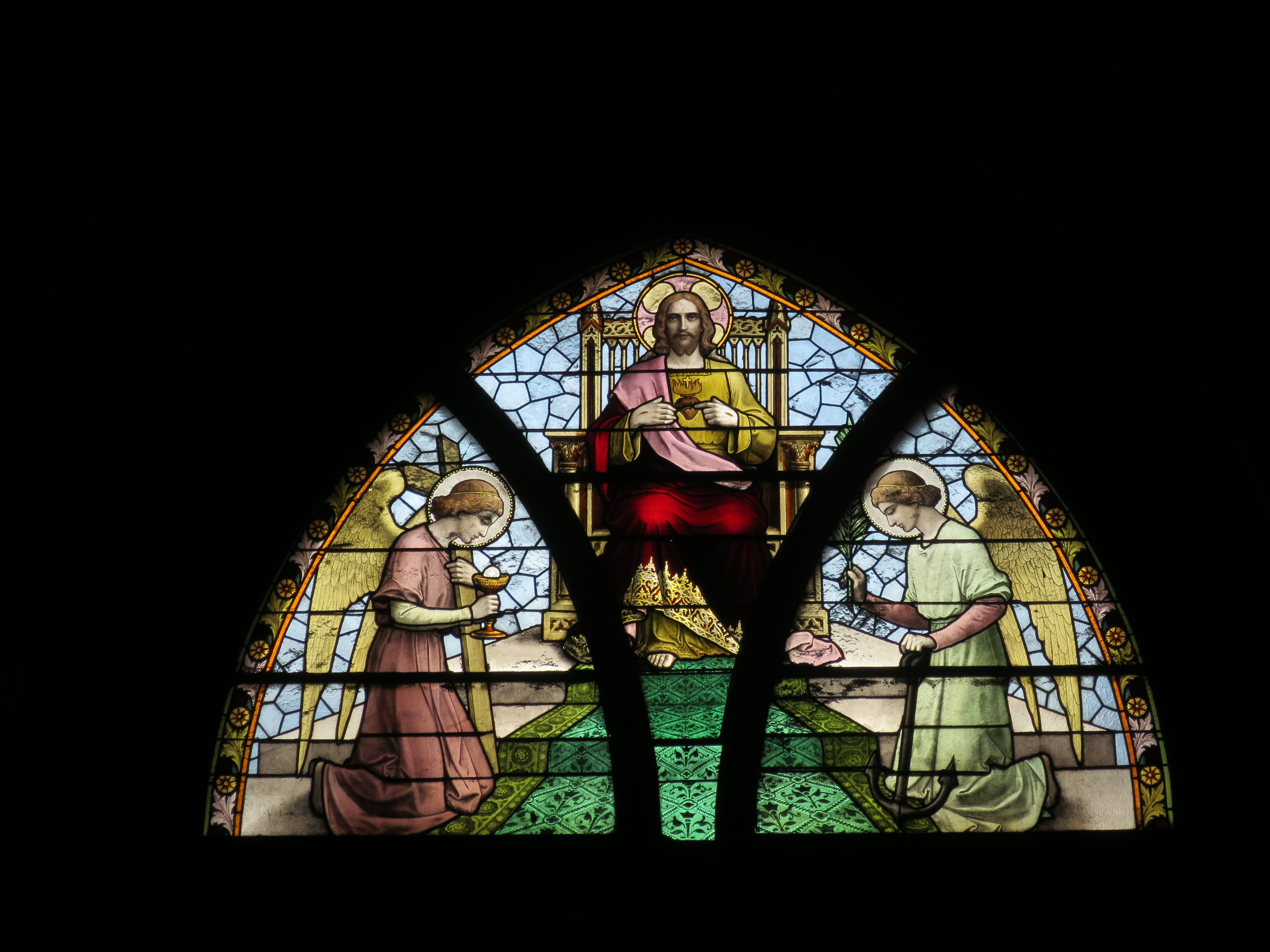
Vitrail surmontant l'entrée principale
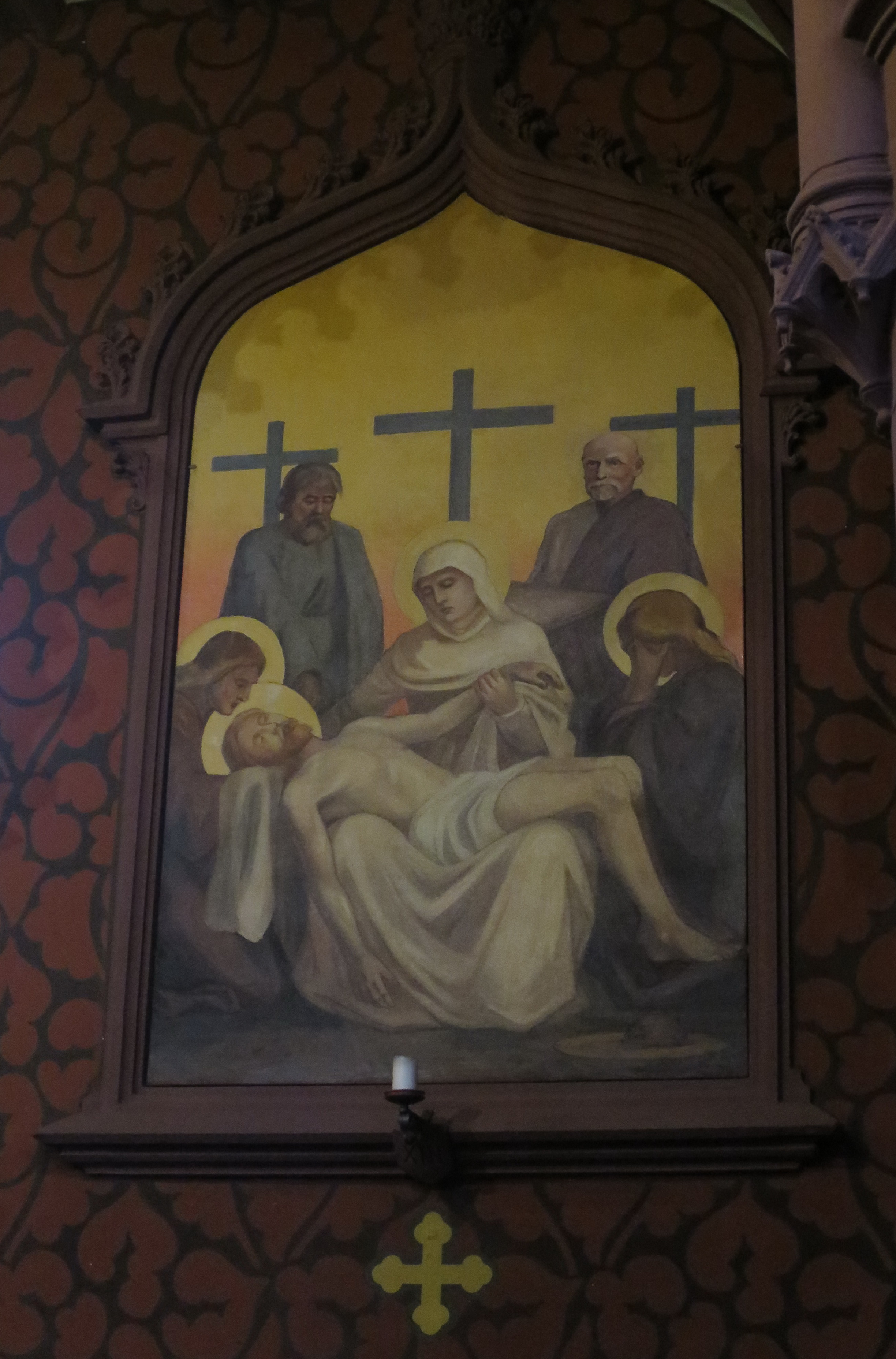
Station du chemin de croix
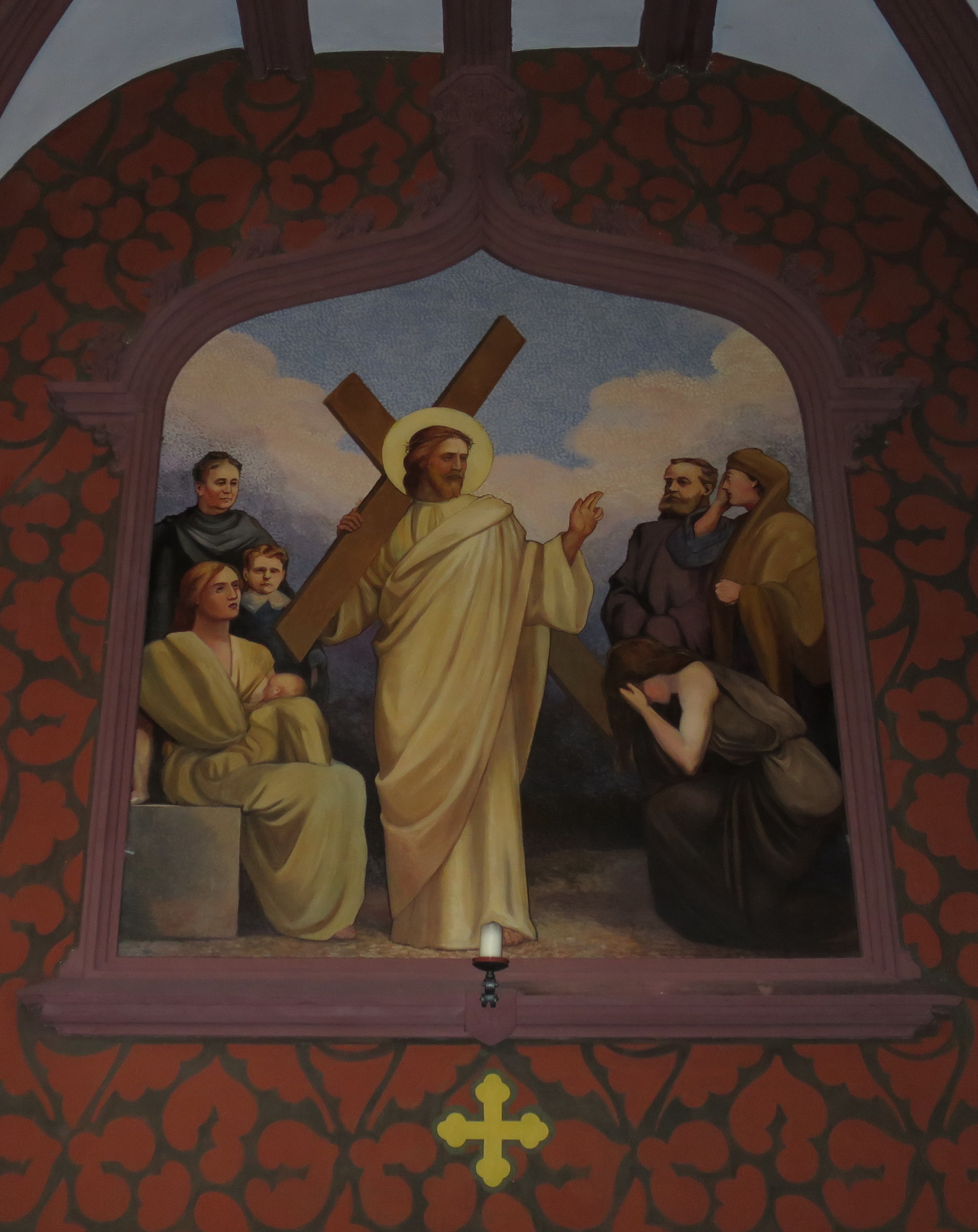
Station du chemin de croix
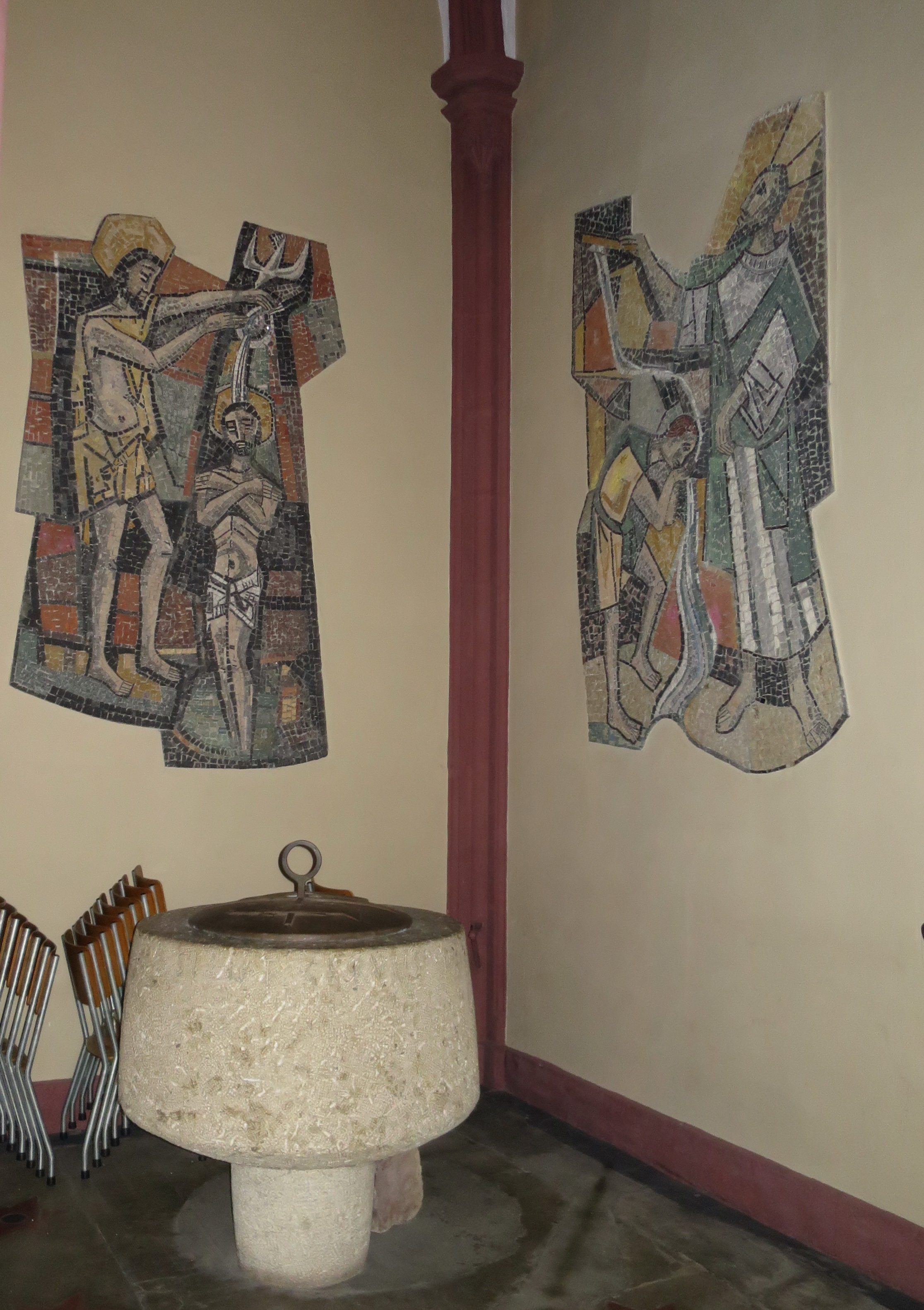
La chapelle des fonts baptismaux et son décor en mosaïqe